# Tosca
Tosca ([toska]) je opera o třech dějstvích italského skladatele Giacoma Pucciniho na italské libreto, které napsali Luigi Illica a Giuseppe Giacosa. Premiéra se konala v divadle Teatro Costanzi v Římě dne 14. ledna 1900. Libreto, napsané na základě francouzské divadelní hry La Tosca Victoriena Sardoua z roku 1887, je melodramatické dílo odehrávající se v Římě v červnu 1800 v době, kdy nadvláda Neapolského království nad Římem byla ohrožena Napoleonovou invazí do Itálie. Obsahuje nejen vyobrazení vášnivého milostného vztahu, ale také mučení, vraždy a sebevraždy, a také některé z nejznámějších Pucciniho dramatických a lyrických árií.
Puccini viděl Sardouovu hru během jejího uvádění v Itálii v roce 1889, a po určitém váhání získal v roce 1895 práva na její zhudebnění. Převedení mnohomluvné francouzské hry do výstižné italské opery trvalo čtyři roky, během nichž se skladatel opakovaně dohadoval se svými libretisty a vydavatelem. Tosca měla premiéru v době nepokojů v Římě, její první uvedení bylo proto ze strachu z narušení o jeden den odloženo. Přes nevalné hodnocení kritiků měla opera okamžitý úspěch u veřejnosti.
Hudebně je Tosca strukturována jako prokomponovaná forma s áriemi, recitativy, sbory a dalšími prvky hudebně sladěnými do jednolitého celku. Puccini používá wagnerovské leitmotivy odlišující postavy, předměty a myšlenky. I když kritici tuto operu často zavrhovali jako povrchní melodrama se zmatenou zápletkou, na druhou stranu vždy uznávali kvalitu její partitury a vynalézavost orchestrace. Dramatická síla Tosky a jejích postav nepřestávají fascinovat účinkující i diváky a na světových jevištích zůstává jednou z nejčastěji prováděných oper. Opera vyšla na mnoha nahrávkách, a to jak studiových, tak ze živých představení.

## Pozadí

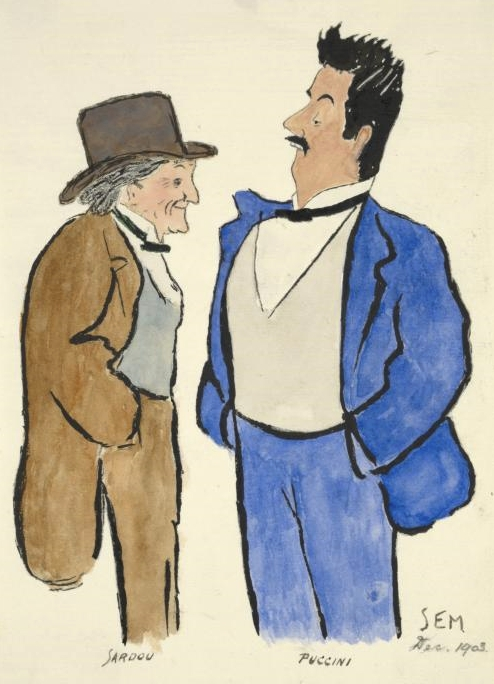
Sardou a Puccini, karikatura Georgese Goursata z roku 1903

Francouzský dramatik Victorien Sardou napsal více než 70 her; téměř všechny byly ve své době úspěšné, dodnes se uvádí např. jeho hra Madame Sans-Gêne. Na počátku 80. let 19. století začal Sardou spolupracovat se slavnou herečkou Sarou Bernhardtovou, pro niž napsal řadu historických melodramat. Jeho třetí hra pro Bernhardtovou, La Tosca, která měla premiéru v Paříži dne 24. listopadu 1887 a ve které herečka vystupovala po celé Evropě, byla s více než 3 000 představeními jen v samotné Francii vynikajícím úspěchem.
Puccini viděl představení La Tosca nejméně dvakrát, v Miláně a Turínu. Dne 7. května 1889 napsal svému nakladateli Giuliovi Ricordimu. Prosil ho, aby získal od Sardoua povolení převést jeho dílo do operní formy: „Vidím v této Tosce operu, kterou potřebuji, bez přehnaného rozsahu, bez komplikované výpravy, která nebude vyžadovat obvyklou přemrštěnou porci hudby.“ Ricordi poslal svého agenta Emanuela Muzia do Paříže, aby vyjednával se Sardouem. Ten upřednostňoval zpracování své hry francouzským skladatelem. Stěžoval si na přijetí své hry v Itálii, zejména v Miláně, a namítal, že i jiní skladatelé mají o dílo zájem. Nicméně Ricordi dosáhl uzavření smlouvy se Sardouem a zadal libretistovi Luigimu Illicovi úkol adaptovat hru do operní podoby. V roce 1891 Illica varoval Pucciniho před tímto projektem; s největší pravděpodobností v přesvědčení, že hra nebude moci být úspěšně zhudebněna. Když Sardou vyjádřil pochyby nad tím, že jeho nejúspěšnější práce bude svěřena relativně neznámému skladateli, jehož hudba se mu nadto nelíbila, Puccini se urazil. Odstoupil od smlouvy a Ricordi následně dílo zadal skladateli Albertu Franchettimu.
Illica poté napsal libreto pro Franchettiho, kterému ale zadání zcela nevyhovovalo. Existuje několik verzí toho, jak Ricordi dosáhl, že se Franchetti nakonec vzdal svých práv, takže mohl znovu pověřit Pucciniho, který se o námět opět začal zajímat. Podle některých záznamů Ricordi přesvědčil Franchettiho, že dílo je příliš násilné, než aby mohlo být úspěšně uvedeno. Podle rodinné tradice Franchettiových vrátil skladatel práci zpět jako velké gesto, řka: „(Puccini) má více talentu než já.“ Americká badatelka Deborah Burton tvrdí, že Franchetti práci vzdal prostě proto, že neměl o hře valné mínění a necítil z ní hudbu.  V květnu 1895 se Franchetti vzdal práv a v srpnu téhož roku Puccini podepsal smlouvu na pokračování projektu.

## Postavy
| hlavní postavy                                                               | hlas                     | premiérové obsazení, 14. ledna 1900 (dirigent: Leopoldo Mugnone) | obsazení české premiéry, 21. listopadu 1903 (dirigent: Karel Kovařovic) |
| ---------------------------------------------------------------------------- | ------------------------ | ---------------------------------------------------------------- | ----------------------------------------------------------------------- |
| Floria Tosca, slavná zpěvačka                                                | soprán (c1 – c3)         | Hariclea Darclée                                                 | Růžena Maturová                                                         |
| Mario Cavaradossi, malíř a milenec Tosky                                     | tenor (des – h1)         | Emilio De Marchi                                                 | Otakar Mařák                                                            |
| Baron Scarpia, šéf policie                                                   | baryton (H – ges1)       | Eugenio Giraldoni                                                | Bohumil Benoni                                                          |
| Cesare Angelotti, bývalý konzul Římské republiky                             | bas (c – e1)             | Ruggero Galli                                                    | Václav Viktorin                                                         |
| kostelník                                                                    | baryton (As –e1)         | Ettore Borelli                                                   | Emil Pollert                                                            |
| Spoletta, policejní agent                                                    | tenor (cis – fis1)       | Enrico Giordano                                                  | Adolf Krössing                                                          |
| Sciarrone, četník                                                            | bas (d – d1)             | Giuseppe Gironi                                                  | Robert Polák                                                            |
| žalářník                                                                     | bas (H – des)            | Aristide Parassani                                               | Antonín Hlaváček                                                        |
| pasáček                                                                      | (chlapecký) alt (h – e2) | Angelo Righi                                                     | Gabriela Horvátová                                                      |
| vojáci, policejní agenti, ministranti, šlechtici a ženy, měšťané, řemeslníci |                          |                                                                  |                                                                         |

## Shrnutí

### Historický kontext

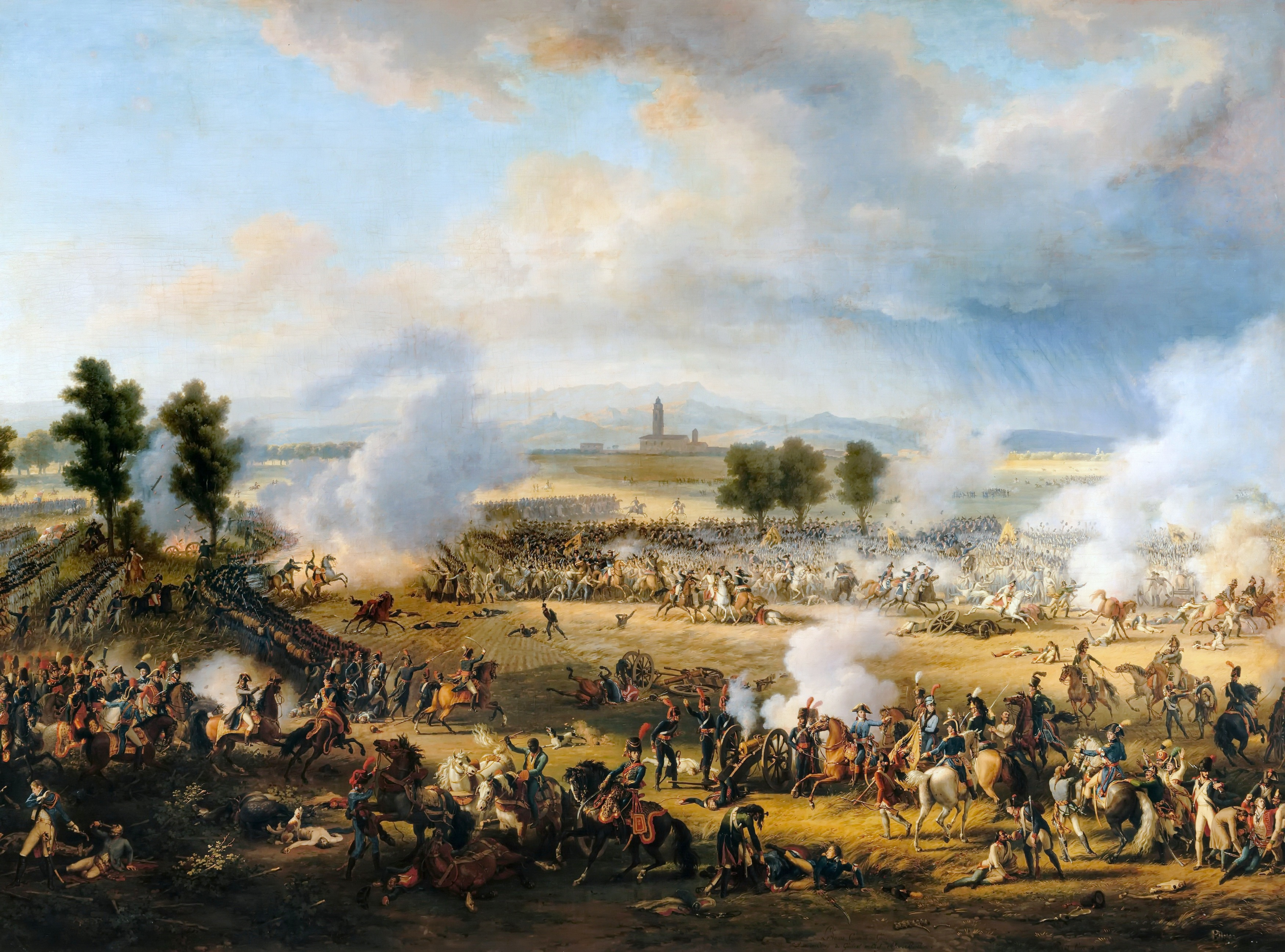
Bitva u Marenga, jak ji namaloval Louis-François Lejeune

Podle libreta se děj Tosky odehrává v Římě v červnu roku 1800. Sardou svou hru datoval přesněji, La Tosca se odehrává v odpoledních hodinách, večer a brzy ráno dne 17. a 18. června 1800.
Itálie byla dlouho rozdělena do mnoha malých států. V Římě sídlil papež, který vládl Papežskému státu situovanému ve střední Itálii. V návaznosti na Velkou francouzskou revoluci napadla francouzská armáda pod velením Napoleona Bonaparte v roce 1796 Itálii. Dne 11. února 1798 vstoupila téměř bez odporu do Říma a ustavila tam republiku. Tato republika byla ovládána sedmi konzuly. V opeře se vyskytuje postava Cesare Angelotti, který byl dříve jedním ze sedmi konzulů. Tato postava může být založena na reálném konzulovi jménem Libero Angelucci. V září 1799 se Francouzi, kteří republiku chránili, stáhli z Říma. Když odešli, obsadila město vojska Neapolského království.
V květnu 1800 Napoleon jako nepochybný vůdce Francie přešel ještě jednou se svými vojsky přes Alpy do Itálie. Dne 14. června se jeho armáda utkala s rakouskými silami v bitvě u Marenga (nedaleko Alessandrie). Rakouští vojáci byli zpočátku úspěšní; v polovině dopoledne měli pod kontrolou bitevní pole. Jejich velitel, Michael von Melas, poslal tuto zprávu na jih směrem do Říma. Nicméně v pozdním odpoledni dorazily čerstvé posily francouzských vojáků a Napoleon napadl unavené Rakušany. Jakmile Melas ve zmatku ustoupil se zbytky své armády, poslal na jih s upravenou zprávou druhého posla. Neapolci opustili Řím, a město strávilo dalších čtrnáct let pod francouzskou nadvládou.

### První dějství
Uvnitř kostela Sant'Andrea della Valle

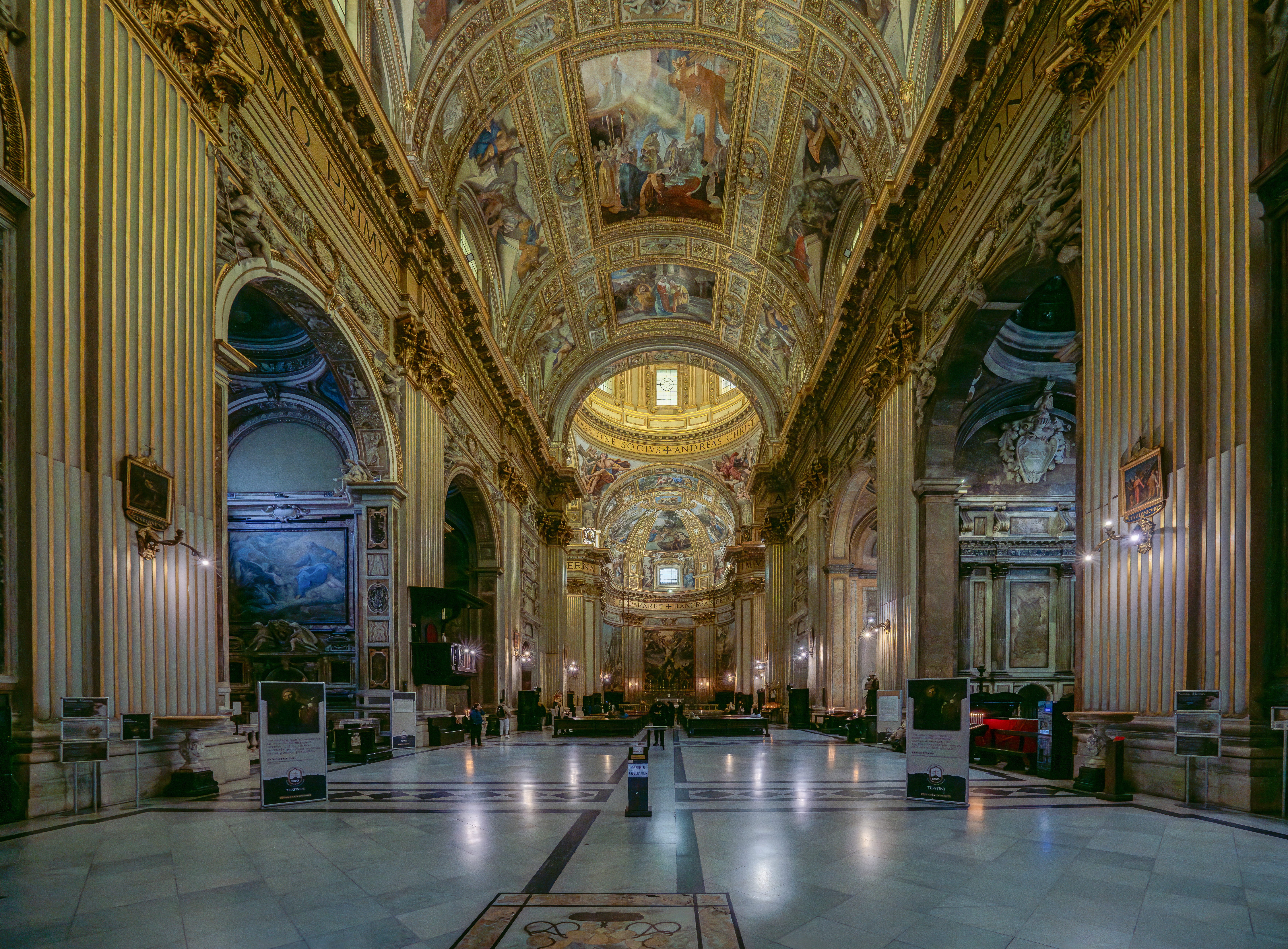
Interiér kostela Sant'Andrea della Valle, kde se odehrává první dějství opery Tosca

Cesare Angelotti, bývalý konzul Římské republiky a nyní politický vězeň na útěku, vbíhá do kostela a skrývá se v soukromé kapli rodiny Attavanti – jeho sestra, markýza Attavanti, pro něj ukryla klíč ke kapli u nohou sochy Panny Marie. Následně do chrámu vstoupí postarší kostelník a začne uklízet. Když zazní klekání, poklekne kostelník k modlitbě. Malíř Mario Cavaradossi přichází pokračovat v práci na svém obraze Máří Magdalény. Kostelník rozpoznává podobnost mezi portrétem a plavovlasou ženou, která byla na návštěvě kostela nedávno (neví, že je to Angelottiho sestra). Cavaradossi popisuje „skrytou harmonii“ („Recondita armonia“) kontrastu mezi plavovlasou kráskou z obrazu a svou tmavovlasou milenkou, zpěvačkou Florií Toskou. Kostelník před odchodem mumlá svůj nesouhlas.
Objeví se Angelotti a vzrušeně sděluje svému příteli Cavaradossimu, který sympatizuje s republikány, že je pronásledován šéfem policie, baronem Scarpiou. Cavaradossi slibuje, že mu po setmění pomůže. Je slyšet hlas Tosky volající Cavaradossiho. Malíř dává Angelottimu svůj koš s jídlem a Angelotti se spěšně vrací do svého úkrytu. Tosca vstoupí a podezřívavě se ptá Cavaradossiho, co tu dělal – myslí si, že mluvil s jinou ženou. Cavaradossi ji uklidňuje a Tosca se ho pokouší přesvědčit, aby ji vzal ten večer do své vily: „Non la sospiri, la nostra casetta“ („Netoužíš po našem domečku?“). Tosca následně projevuje žárlivost na ženu na obraze, na kterém poznává markýzu Attavanti. Cavaradossi jí podobnost vysvětluje tím, že šlechtičnu jen pozoroval při modlitbě v kostele. Ubezpečuje Toscu o své věrnosti a ptá se jí, které oči by mohly být krásnější než její vlastní: „Qual'occhio al mondo“ („Jaké oči na světě“). Po Tosčině odchodu se znovu objeví Angelotti a probírá s malířem svůj plán na útěk v převlečení za ženu, a to do šatů, které mu v kapli zanechala sestra. Cavaradossi dává Angelottimu klíč od své vily a navrhuje, aby se schoval v nepoužívané studni na zahradě.
Zvuk děla signalizuje, že byl odhalen Angelottiho útěk. On i Cavaradossi spěchají z kostela. Kostelník vstupuje znovu s chóristy a slaví zprávu, že Napoleon byl u Marenga zřejmě poražen. Oslavy náhle přestanou se vstupem barona Scarpii, jeho nohsleda Spoletta a několika policejních agentů. Zaslechli, že Angelotti hledal útočiště v tomto kostele. Scarpia nařizuje hledání a v kapli najdou prázdný koš na jídlo a vějíř s erbem rodu Attavanti. Scarpia vyslýchá kostelníka a jeho podezření dále vzroste, když se dozví, že v kostele byl Cavaradossi; Scarpia malíři nevěří a naopak ho podezřívá ze spoluúčasti na Angelottiho útěku. Když Tosca přijde hledat svého milence, Scarpia rafinovaně probouzí její žárlivost tím, že naznačuje vztah mezi malířem a markýzou Attavanti. Obrací Tosčinu pozornost k vějíři a tvrdí, že někdo musel milence v kapli překvapit. Tosca uvěří jeho lsti, rozzuří se a spěchá si to s Cavaradossim vyřídit. Scarpia posílá Spoletta a jeho agenty, aby ji sledovali, protože předpokládá, že je zavede k Cavaradossimu a Angelottimu. O samotě se škodolibě raduje, když odhaluje svůj záměr zmocnit se Tosky jako ženy a dát Cavaradossiho popravit. Do kostela vstupuje průvod zpívající Te Deum; s výkřikem „Tosco, pro tebe zapomínám i na Boha!“, se Scarpia připojuje ke sborové modlitbě.

### Druhé dějství

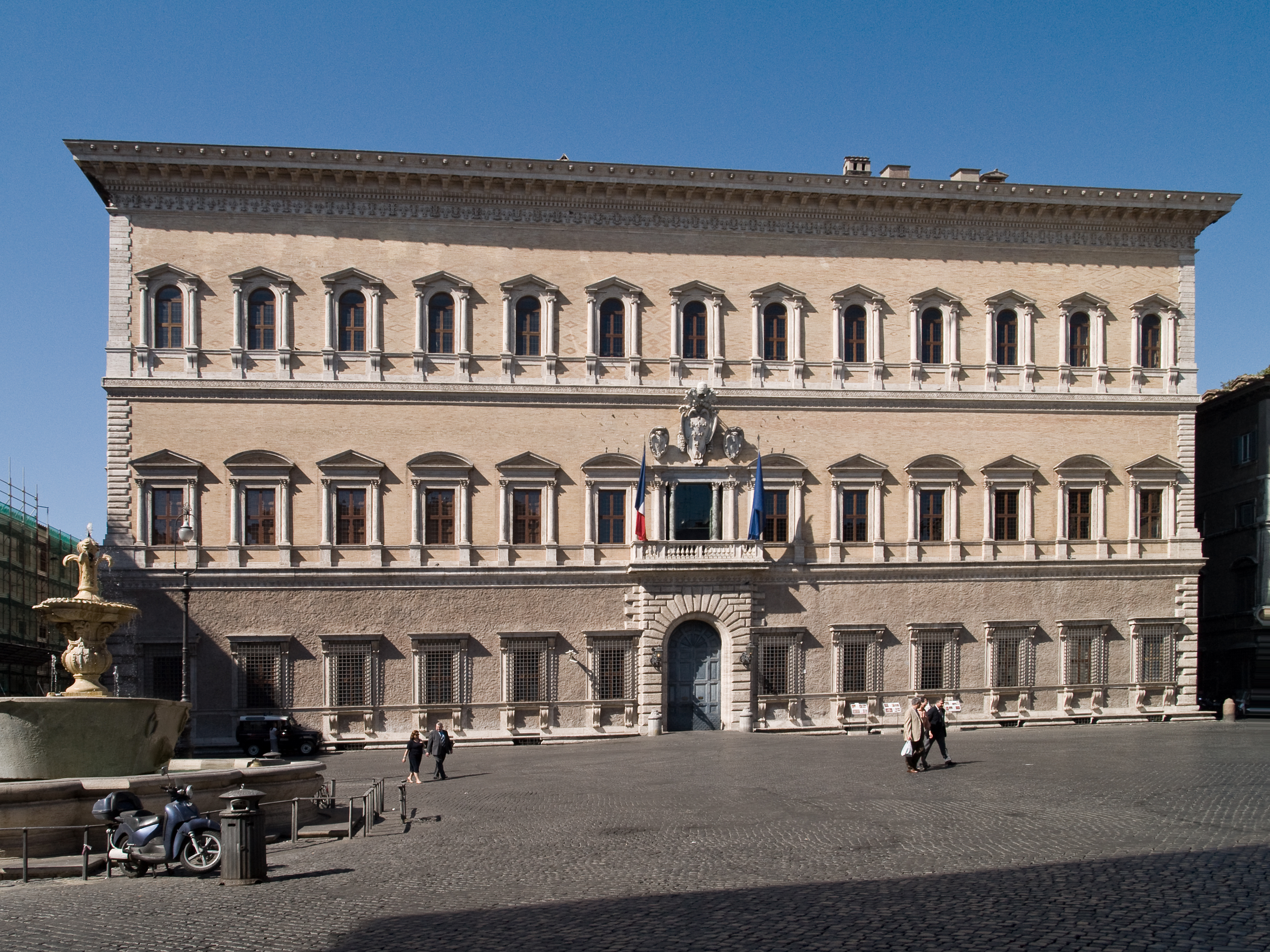
Palác Farnese v Římě

Scarpiův byt v paláci Farnese, týž večer
Scarpia u večeře posílá lístek Tosce s příkazem, aby přišla do jeho bytu. Nebyl schopen nalézt Angelottiho, ale zatkl Cavaradossiho. Když je Cavaradossi přiveden dovnitř a vyslýchán, je zároveň slyšet hlas Tosky, jak zpívá v jiné místnosti paláce slavnostní kantátu. Cavaradossi popírá, že by o Angelottiho útěku cokoliv věděl. Tosca přichází právě včas, aby zahlédla, jak je její milenec odváděn do předpokoje k mučení. Malíř s ní stačí krátce promluvit a říká jí, ať mlčí. Scarpia tvrdí Tosce, že může svého milence zachránit od nepopsatelné bolesti, jestliže prozradí Angelottiho úkryt. Tosca odolává, ale když slyší Cavaradossiho bolestivé výkřiky, vyzradí nakonec Scarpiovi, že Angelotti je ukryt ve studni v zahradě Cavaradossiho vily.
Scarpia nařizuje zastavit Cavaradossiho mučení a zraněný malíř je přiveden zpět. Nabývá vědomí, a když se dozví o Tosčině zradě, zuřivě jí to vytýká. Vstupuje policejní agent Sciarrone se zprávou o Napoleonově vítězství u Marenga. Cavaradossi s výsměchem říká Scarpiovi, že jeho krutovláda bude brzy u konce, a poté je odtažen pryč Scarpiovými muži. Scarpia, zůstav sám s Toskou, navrhuje dohodu: když se mu oddá, bude Cavaradossi osvobozen. Ta je znechucena a opakovaně odmítá jeho návrhy. Z venku slyší bubny, které oznamují popravu; zatímco Scarpia čeká na její rozhodnutí, Tosca se modlí k Bohu o pomoc a ptá se, proč ji opustil: „Vissi d'arte“ („Žila jsem pro své umění“). Scarpia zůstává i přes její prosby neoblomný. Když Spoletta přináší zprávu, že se Angelotti zabil sám a že vše je připraveno pro Cavaradossiho popravu, Tosca v zoufalství souhlasí s tím, že bude Scarpiovi po vůli výměnou za svobodu pro Cavaradossiho. Scarpia nařídí svému zástupci Spolettovi, aby uspořádal falešnou popravu; oba připomínají, že to bude, „jak jsme to udělali s hrabětem Palmierim“.
Po Spolettově odchodu Tosca ukládá další podmínku, že Scarpia musí jí a jejímu milenci vydat průvodní list pro bezpečný odchod z Říma. Zatímco on podepisuje dokument, Tosca tiše vezme nůž z večerní tabule. Když jí Scarpia triumfálně obejme, probodne ho s výkřikem: „Toto je polibek Tosky!“. Když Scarpia padá mrtev, prohlašuje Tosca, že mu teď odpouští. Vytáhne mu průvodní list z kapsy a před odchodem v gestu zbožnosti rozsvítí svíce a pokládá na mrtvé tělo krucifix.

### Třetí dějství
Horní část Andělského hradu, brzy ráno následující den

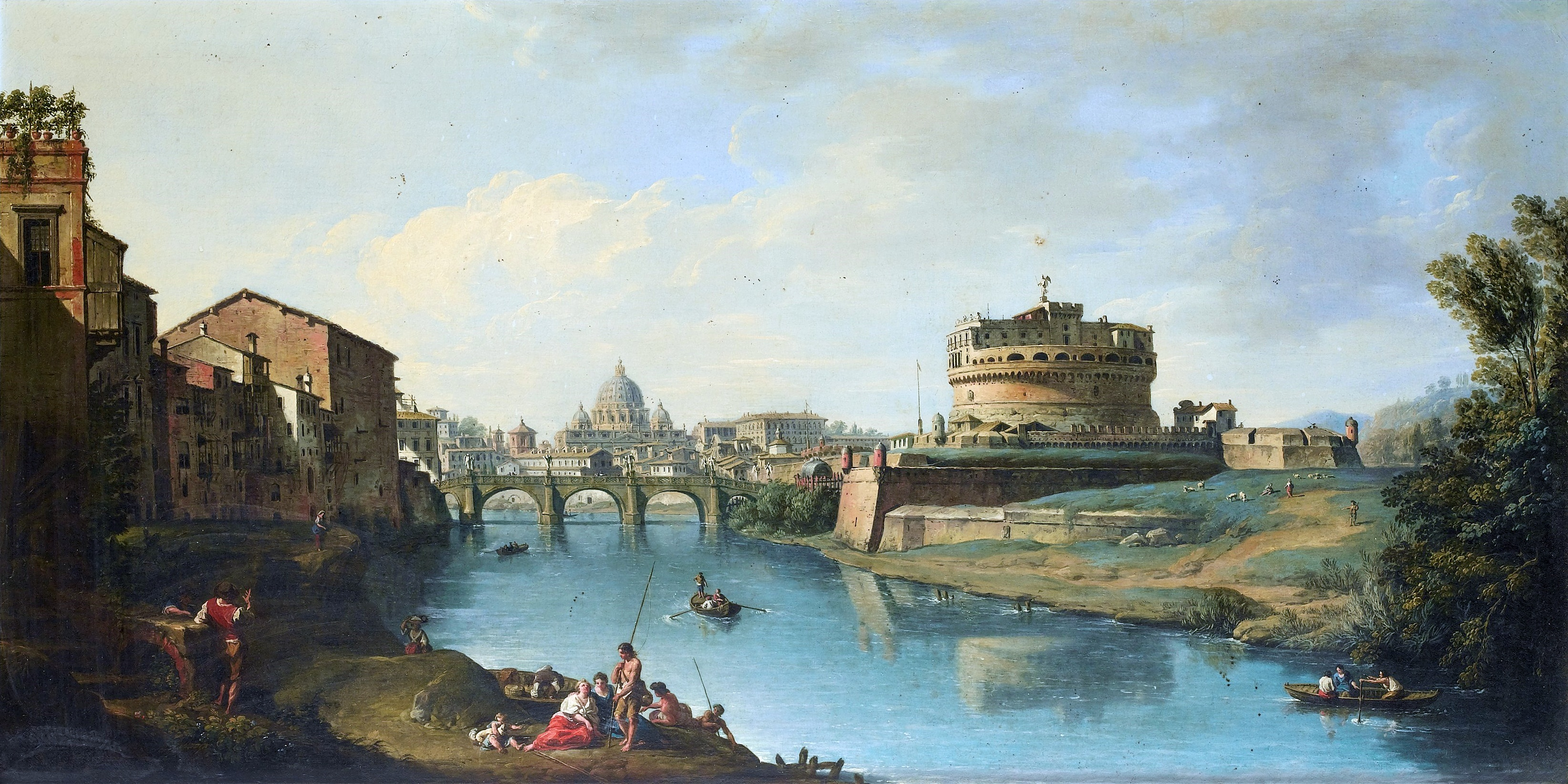
Andělský hrad (vpravo), místo tragického konce opery Tosca, malba z 18. století

Pasáček zpívá (v římském nářečí) „Io de' sospiri“ („Tolik ti dám vzdechů“), zatímco kostelní zvony svolávají na matutinum. Stráže přivádějí Cavaradossiho a oznamují mu, že má poslední hodinu života. Malíř odmítá návštěvu kněze, ale požádá, aby mohl napsat dopis Tosce. Začne psát, ale je brzy přemožen vzpomínkami: „E lucevan le stelle“ („A hvězdy zářily“). Tosca vstoupí a ukazuje mu průvodní list. Řekne mu, že zabila Scarpiu a že blížící poprava bude jen fingovaná: Cavaradossi musí předstírat smrt, pak mohou opustit Řím společně, dříve než bude objevena Scarpiova mrtvola. Cavaradossi se diví odvaze, kterou projevila tak jemná a něžná žena: „O dolci mani“ („Ó, sladké ruce“). Dvojice nadšeně plánuje svůj život daleko od Říma. Tosca úzkostlivě poučuje Cavaradossiho, jak má přesvědčivě hrát svou roli při falešné popravě. Řekne mu, že na něj popravčí četa vystřelí slepými patronami, a ukládá mu, aby spadl jakoby mrtvý. Cavaradossi souhlasí s tím, že bude hrát „jako Tosca na divadle“.
Cavaradossi je odveden a Tosca s rostoucí netrpělivostí pozoruje, jak se chystá poprava. Muži vystřelí, Cavaradossi padá a Tosca volá „Ecco un artista!“ („To je herec!“). Když všichni vojáci odejdou, spěchá za Cavaradossim, jen aby zjistila, že je mrtvý doopravdy; Scarpia ji zradil. Zdrcena objímá jeho mrtvé tělo a pláče. Jsou slyšet hlasy Spoletta, Sciarroneho a vojáků, což naznačuje, že Scarpiovo tělo bylo nalezeno a že je známo, že ho zabila Tosca. Když Spoletta, Sciarrone a vojáci vtrhnou na místo, Tosca se zvedá, uniká jim a vybíhá na hradby. S výkřikem „O Scarpia, avanti Dio!“ („Ó Scarpio, setkáme se před Bohem!“) se vrhá přes jejich okraj vstříc smrti.

## Adaptace a kompozice
Sardouova pětitaktová hra La Tosca obsahuje velké množství dialogů a expozic. Do děje opery jsou zapracovány některé detaily hry, avšak originální dílo obsahuje mnohem více postav a mnohem více detailů, které se v opeře nevyskytují. Ve hře jsou milenci zobrazeni, jako by se jednalo o Francouze: postava Florie Tosky ve velké míře vychází z osobnosti Sary Bernhardtové, zatímco její milenec Cavaradossi je sice římského původu, ale narodil se v Paříži. Illica a Giuseppe Giacosa, dramatik, který byl angažován, aby vypiloval verše (Illica odpovídal spíše za celkový rozvrh), nejen že potřebovali hru drasticky ořezat, ale i zařídit, aby motivace postav a jejich jednání byly vhodné pro italskou operu. Giacosa a Puccini se nad zestručňováním textu opakovaně dostávali do střetu, přičemž Giacosa nabyl dojmu, že Puccini ve skutečnosti nechce projekt dokončit.

Přední strana původního libreta opery Tosca z roku 1899

První náčrt libreta, který Illica pro Pucciniho vytvořil, se znovu objevil v roce 2000 poté, co byl po mnoho let ztracen. Obsahuje značné odlišnosti od konečného libreta. Ty jsou relativně malé v prvních dvou jednáních, ale mnohem patrnější ve třetím jednání, kde popis úsvitu v Římě, který otevírá třetí jednání, je mnohem delší a Cavaradossiho tragická árie, výsledná „E lucevan le stelle“, má od konečného znění odlišný text. Libreto z roku 1896 rovněž nabízí jiný konec, ve kterém Tosca neumírá, ale místo toho zešílí. V závěrečné scéně kolébá hlavu milence ve svém klíně a blouzní, že ona a její Mario jsou na benátské gondole, a ona prosí gondoliéra o ticho. Sardou odmítl o takové změně uvažovat a trval na tom, že stejně jako ve hře se Tosca musí vrhnout z hradeb Andělského hradu vstříc své smrti. Puccini souhlasil se Sardouem a prohlásil, že scéna šílenství vyvolá v divácích dojem blízkého konce opery a způsobí, že diváci vyrazí směrem k šatnám. Puccini tlačil na libretisty tak tvrdě, že Giacosa mu několikrát dramaticky hrozil, že svou práci opustí. Oba libretisté byli nakonec v roce 1898 schopni dát Puccinimu to, v co doufali, že bude finální verzí libreta.
V průběhu roku 1897 Puccini provedl na partituře jen málo práce, věnoval se především uvádění opery Bohéma. Titulní strana rukopisné partitury Tosky, která obsahuje motiv spojený s postavou barona Scarpii, je z ledna 1898. Na Pucciniho žádost Giacosa nedůtklivě poskytl nový text pro milostný duet z prvního jednání. V srpnu Puccini odstranil několik čísel z opery, podle svého životopisce Jana Phillips-Matze „ořezal Tosku až na kost a zanechal pouze tři silné postavy zavřené ve vydýchaném vzduchu; násilné, hutně se odvíjející melodrama, kde zůstal jen malý prostor pro lyriku“. Na konci roku 1897 Puccini napsal, že na té opeře „usilovně dře“ (v originálu italsky „Mi rompo i coglioni“).
Puccini požádal své kněžské přátele o slova pro shromáždění, mumlaná na začátku prvního jednání v Te Deum. Když ho nic poskytnutého neuspokojilo, dodal si ona slova sám. Pro hudbu Te Deum zkoumal melodie, se kterými se tento hymnus hrál v římských kostelech. Snažil se autenticky reprodukovat průvod kardinálů, a dokonce i hudebně naznačit uniformy Švýcarské gardy. Přizpůsobil hudbu přesnému tónu velkého zvonu Baziliky svatého Petra a stejně tak byl pečlivý při psaní melodií, které otevírají 3. dějství, ve kterém se Řím probouzí za zvuků kostelních zvonů. Cestoval do Říma a zašel na Andělský hrad určit zvuk tonů tamějších matutinových zvonů tak, jak by byly slyšet z jeho hradeb. Puccini nechal pro scénu východu slunce v Římě zadat výrobu zvonů na zakázku u čtyř různých sléváren. Zřejmě to nemělo požadovaný účinek, protože jak Illica psal Ricordimu den po premiéře, „velký rozruch a velké množství peněz kolem zvonů představovalo další hloupost, protože to prošlo zcela bez povšimnutí.“ Nicméně zvony dodnes zůstávají zdrojem potíží a finančních nákladů pro operní domy, které Tosku uvádějí.
Ve 2. dějství, když Tosca zpívá v zákulisí kantátu, která oslavuje předpokládanou porážku Napoleona, byl Puccini v pokušení následovat text Sardouovy hry a použít hudbu Giovanniho Paisiella, a to až do chvíle, kdy konečně napsal svoji vlastní imitaci Paisiellova stylu. Celé dílo bylo hotovo teprve 29. září 1899, kdy mohl Puccini označit závěrečnou stránku partitury jako dokončenou. Navzdory zápisu bylo třeba ještě udělat další práce, jako například píseň pasáčka na začátku třetího jednání. Puccini, který se vždy snažil dát do svých děl místní kolorit, chtěl tuto píseň mít v římském nářečí. Skladatel proto požádal jistého přítele, aby mu našel „dobrého básníka v římském dialektu“, který by mu napsal pár slov. Nakonec báseň, která byla po mírné úpravě do opery zahrnuta, napsal folklorista Luigi Zanazzo.
V říjnu 1899 si Ricordi uvědomil, že část z hudby z Cavaradossiho árie z třetího jednání „O dolci mani“ byla vypůjčena z melodií, které Puccini vypustil ze své rané opery Edgar, a požadoval po něm změny. Puccini bránil svou hudbu jako přesný výraz toho, co Cavaradossi musí cítit na daném místě, a nabídl, že přijede vydavateli do Milána celé 3. dějství zahrát a zazpívat. Ricordi byl ohromen dokončenou předehrou tohoto dějství, kterou obdržel na začátku listopadu, a zmírnil své stanovisko, i když ještě stále nebyl úplně spokojen s hudbou k oné árii. V každém případě bylo již tak málo času do plánované premiéry v lednu 1900, že nemohly být prováděny další změny.

## Ohlas a historie uvádění

### Premiéra

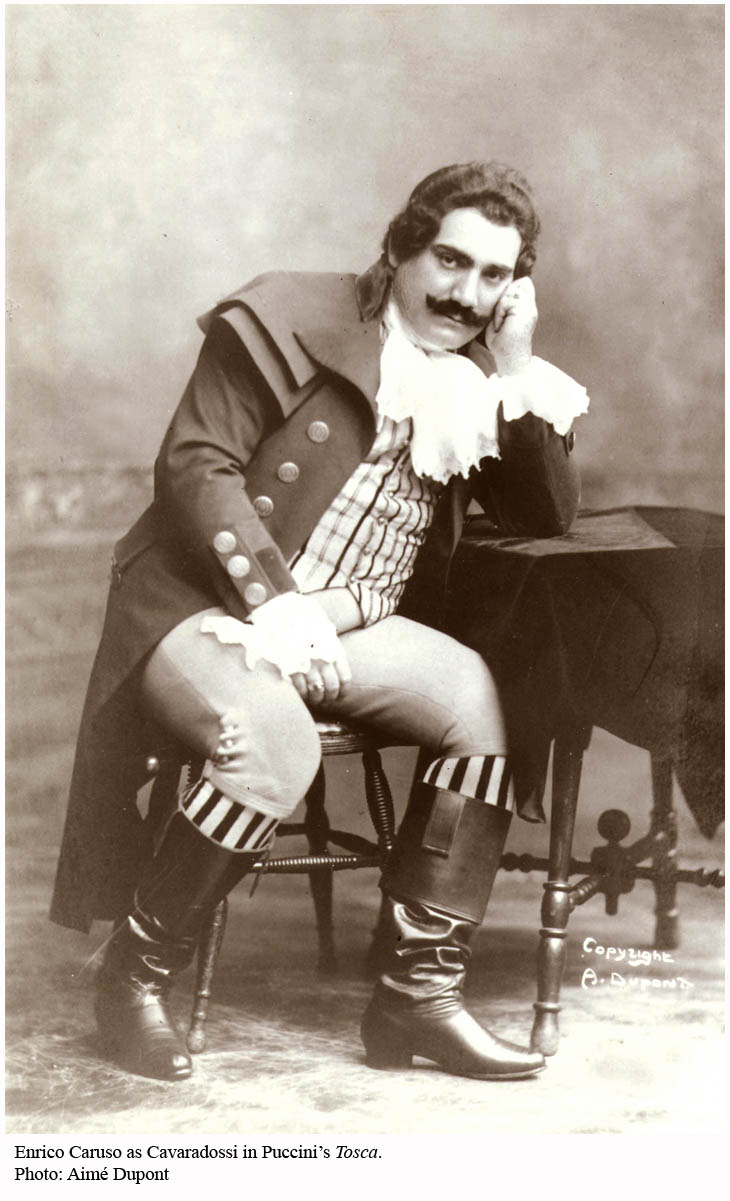
Enrico Caruso jako Cavaradossi v roce 1902. Byl opomenut při premiéře opery, avšak zpíval v ní mnohokrát později.

Tosca byla zkoušena v divadle Teatro Costanzi v prosinci 1899. Vzhledem k tomu, že děj se odehrává v Římě, Ricordi uspořádal opeře římskou premiéru, i když to znamenalo, že ji nemohl dirigovat Arturo Toscanini, jak Puccini doufal – Toscanini byl zcela vytížen v milánském operní domě La Scala. Jako dirigent byl určen Leopoldo Mugnone. Pro titulní roli byla vybrána vynikající (ale impulzivní) rumunská sopranistka Hariclea Darclée. Eugenio Giraldoni, jehož otec kdysi jako první zpíval rozmanité role ve Verdiho operách, se stal prvním Scarpiou. Mladý Enrico Caruso doufal, že bude moci zpívat Cavaradossiho, přednost však dostal zkušenější tenorista Emilio De Marchi. Představení režíroval Nino Vignuzzi s jevištními návrhy německého malíře a grafika Adolfa Hohensteina.
V době premiéry zažívala již po několik let Itálie politické a sociální nepokoje. Začátek Svatého roku v prosinci 1899 přilákal do města věřící, ale také přinesl hrozby plynoucí od anarchistů a dalších protiklerikálů. Policie obdržela varování o anarchistických bombách v divadle a instruovala dirigenta Mugnoneho (který přežil výbuch bomby v operním divadle v Barceloně), že v případě nouze má zahrát královský pochod. Neklid způsobil odložení premiéry o jeden den na 14. ledna.
V roce 1900 už byla premiéra opery napsané Puccinim národní událostí. Zúčastnilo se jí mnoho římských hodnostářů, stejně jako královna Markéta Savojská, i když dorazila až po prvním jednání. Byl přítomen předseda italské vlády Luigi Pelloux s několika členy kabinetu, stejně jako řada Pucciniho operních soupeřů, včetně Alberta Franchettiho, Pietra Mascagniho, Francesca Cilea a Ildebranda Pizzettiho. Krátce poté, co se zvedla opona, došlo k narušení pořádku v zadní části divadla způsobené opozdilci snažícími se dostat do hlediště. Na výkřik „spusťte oponu!“ zastavil Mugnone orchestr. O několik okamžiků později mohla opera znovu začít a pokračovala dále, již bez dalšího přerušení.
I když první představení nebylo zcela triumfální, jak Puccini doufal, bylo celkově úspěšné s řadou děkovaček, četné árie musely být opakovány. Velká část reakcí kritiků a všeobecně v tisku byla vlažná, v mnoha ohlasech se ozývaly výhrady vůči libretu Illica a Giacosy. V reakci na to Illica odsoudil Pucciniho za to, že se svými libretisty jedná „jako s kulisáky“ a že text redukoval na stín jeho původní podoby. Brzy však veškeré veřejné pochybnosti o Tosce zmizely; premiéra byla následována dvaceti představeními, která se všechna konala před plným hledištěm.

### Pozdější inscenace

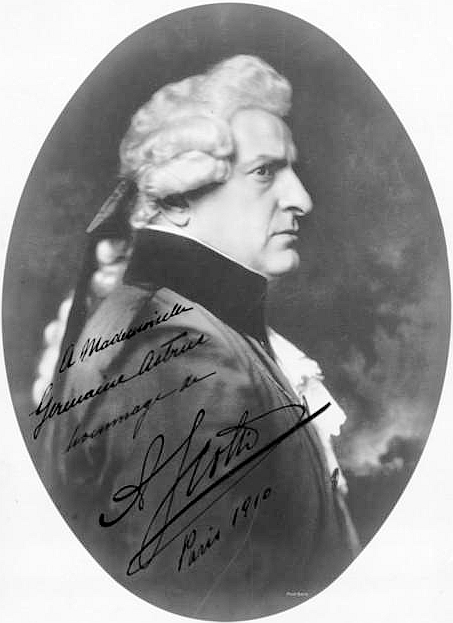
Antonio Scotti, časný představitel barona Scarpii

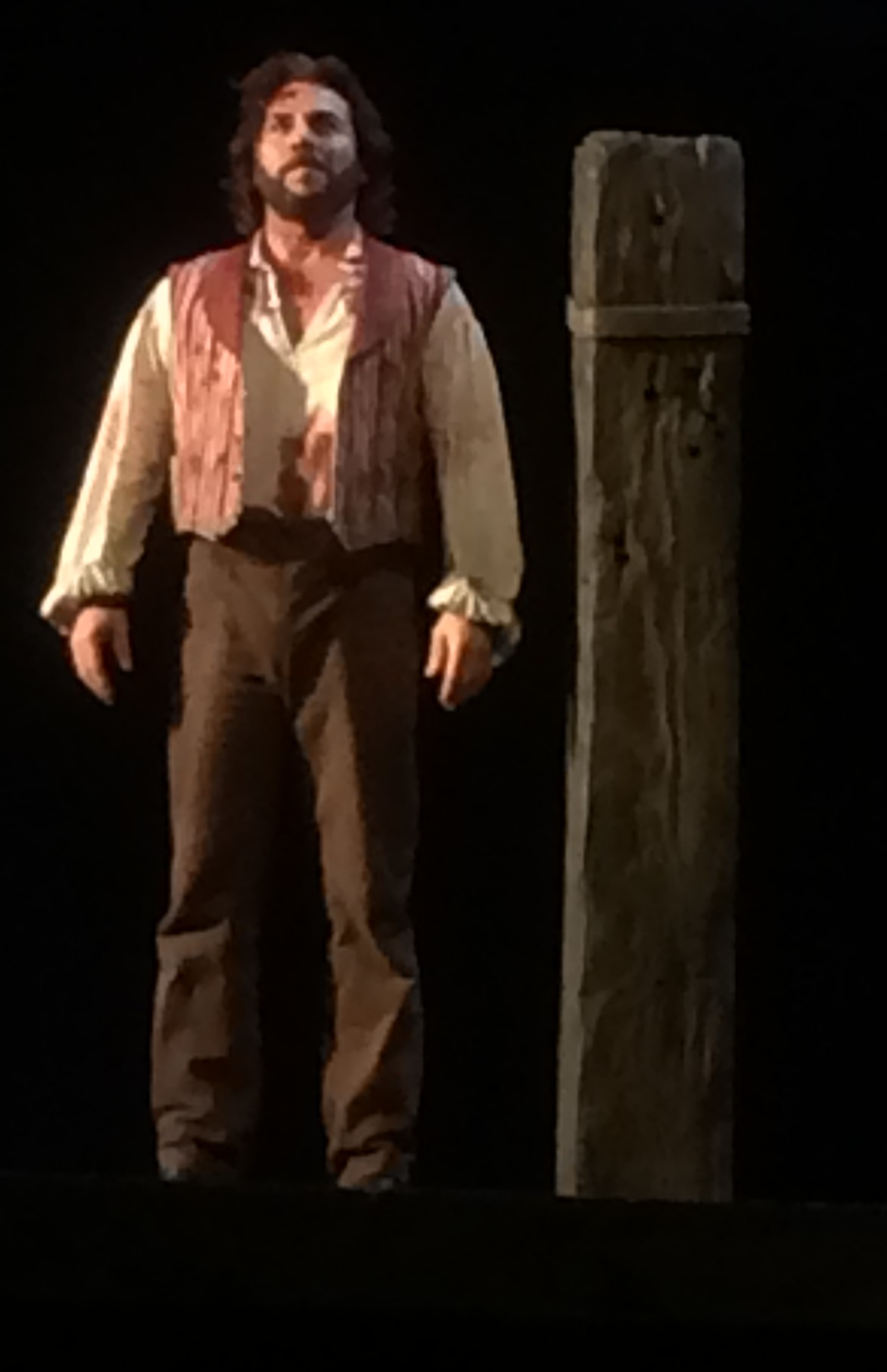
Roberto Alagna jako Cavaradossi, Královská opera v Londýně, 2014

Milánská premiéra v La Scale se konala 17. března 1900 a dirigentem byl Arturo Toscanini. Darclée a Giraldoni opakovali své role; prominentní tenor Giuseppe Borgatti nahradil De Marchiho v roli Cavaradossiho. Opera měla v Miláně velký úspěch a hrála se před vyprodanými hledišti. Puccini cestoval do Londýna na britskou premiéru v Královské opeře v Covent Garden dne 12. července, s chorvatskou sopranistkou Milkou Terninou a italským tenoristou Fernandem De Luciou v roli zoufalých milenců a italským barytonistou Antoniem Scottim v roli Scarpii. Puccini odtud napsal, že Tosca „byl naprostý triumf“ a londýnský Ricordiho zástupce rychle podepsal smlouvu na provedení Tosky v New Yorku ve Spojených státech. Premiéra v Metropolitní opeře („Met“) v New Yorku byla dne 4. února 1901, až na italského tenoristu Giuseppe Cremoniniho, který nahradil De Lucia, se hrála ve stejném obsazení jako v Londýně. Pro francouzskou premiéru v operním domě Opéra-Comique v Paříži dne 13. října 1903 se řízení veškerého dění na jevišti ujal sám 72letý Sardou. Puccini byl potěšen, jak veřejnost v Paříži přijala jeho dílo i přes nepříznivé komentáře kritiky. Opera byla následně premiérována v řadě měst po celé Evropě, Americe, Austrálii a dokonce na Dálném východě. Až do vypuknutí války v roce 1914 byla Tosca provedena ve více než 50 městech po celém světě.
Mezi prominentní časné představitelky Tosky patřila slavná česká sopranistka Ema Destinnová, která tuto roli pravidelně zpívala v dlouhotrvajícím partnerství s tenorem Enrikem Carusem, a to jak v newyorské Metropolitní opeře, tak v londýnském Royal Opera House. Další věhlasná česká pěvkyně Maria Jeritza, pocházející z Brna a působící po mnoho let v New Yorku a ve Vídni, přinesla do role Tosky vlastní osobitý styl. Říkalo se, že byla Pucciniho ideální Toskou. Maria Jeritza byla první pěvkyní, která zpívala árii „Vissi d'arte“ v poloze na břiše, když jednou upadla na pódium přitom, jak se vyhýbala Scarpiovu sevření. Byl to velký úspěch a Jeritza poté zpívala árii pokaždé vleže.
Co se týče nástupkyň první generace představitelek Tosky, je operními nadšenci za největší interpretku této role považována řecká sopranistka Maria Callas, a to především na základě jejích vystoupení v Královské opeře v Londýně v roce 1964. Callas a italský barytonista Tito Gobbi jako Scarpia předvedli tehdy strhující pěvecké a herecké výkony. Bylo to přitom na sklonku zářivé kariéry pěvkyně, která platila jako primadonna assoluta. Callas poprvé zpívala Tosku, když jí bylo 18 let, v představení hraném v řečtině v Aténách 27. srpna 1942. Tosca byla také její poslední operní rolí na jevišti ve zvláštním charitativním představení v Královské opeře 7. května 1965. Londýnská inscenace italského režiséra Franca Zeffirelliho se hrála s velkým úspěchem nepřetržitě více než 40 let, než byla v roce 2006 nahrazena novou inscenací. Hlavní roli při tehdejší premiéře ztvárnila rumunská pěvkyně Angela Gheorghiu. 
Mezi netradičními produkcemi Tosky patří uvedení v leningradském Malém divadle 12. listopadu 1924 v textovém přepracování Konstantina Petroviče Vinogradova a Sergeje Dimitreviče Spasského pod názvem Boj za Komunu, děj byl přitom přeložen do Paříže roku 1871. V roce 1996 italský divadelní režisér Luca Ronconi použil v La Scale pokřivenou a zlámanou scénu reprezentující zvraty osudu odrážející děj. Anglický režisér Jonathan Miller v roce 1986 pro představení na 49. ročníku festivalu Maggio Musicale Fiorentino převedl děj do nacisty okupovaného Říma v roce 1944 se Scarpiou jako hlavou fašistické policie. V inscenaci Philippa Himmelmanna na jezerní scéně Bregenzského festivalu v roce 2007 prvnímu jednání dominovalo obrovské orwellovské oko „Velkého bratra“ navržené Johannesem Leiackerem. Duhovka se otevírá a zavírá, aby odhalila surrealistické scény mimo děj. Tato produkce aktualizovala příběh na moderní mafiánský scénář se zvláštními efekty „hodnými bondovky“.
V roce 1992 byla natočena televizní verze opery na místech přesně stanovených Puccinim, v tutéž denní dobu, při níž se každé jednání koná. V obsazení s americkou sopranistkou Catherine Malfitano, věhlasným tenorem Plácidem Domingem a italským barytonistou Ruggero Raimondim bylo představení živě vysíláno po celé Evropě. Luciano Pavarotti, který zpíval Cavaradossiho od konce 70. let 20. století, se objevil na zvláštním vystoupení v Římě 14. ledna 2000, aby oslavil sté výročí opery s Plácidem Domingem jako dirigentem. Posledním divadelním vystoupením Pavarottiho byla role Cavaradossiho v Metropolitní opeře 13. března 2004.
Raní Cavaradossiové hráli roli, jako kdyby malíř věřil, že dostal milost a že přežije „falešnou“ popravu. Italský zpěvák Beniamino Gigli, který zpíval tuto roli ve své čtyřicetileté operní kariéře mnohokrát, byl jedním z prvních, kteří předpokládali, že malíř ví nebo má silné podezření, že bude zastřelen. Gigli napsal ve své autobiografii: „Je si jist, že se jedná o jejich poslední společné chvíle na zemi a že se chystá zemřít“. Domingo, dominantní Cavaradossi 70. a 80. let 20. století, s tímto názorem v rozhovoru z roku 1985 souhlasil a tak i on dlouho hrál roli tímto způsobem. Tito Gobbi, který ve svých pozdějších letech operu často režíroval, poznamenal: „Na rozdíl od Florie [Tosky] Cavaradossi ví, že Scarpia nikdy nic nedá, a když předstírá, že věří v něco jiného, tak proto, aby oddálil Tosčinu bolest.“
V únoru 2019 uvedla operu Vídeňská opera. Hráli a zpívali: Floria Tosca (Sondra Radvanovsky), Mario Cavaradossi (Piotr Beczała), Baron Scarpia (Thomas Hampson), Cesare Angelotti (Ryan Speedo Green), Kostelník (Alexandru Moisiuc), Spoletta (Benedikt Kobel). DSbor a orchestr Vídeňské státní opery dirigoval Marco Armiliato. Záznam únorového představení uvedl Český rozhlas 13. dubna 2019.

### Toscavčeských zemích
V českých zemích uvedlo Toscu jako první české Národní divadlo v Praze, a to 21. listopadu 1903. Překlad libreta pořídil Otakar Smrčka a čeština se tak po italštině, polštině, němčině a francouzštině stala pátým jazykem, ve kterém byla Tosca zpívána. Režii měl stálý režisér opery Národního divadla Robert Polák, dirigoval Karel Kovařovic. Trojici hlavních představitelů tvořili Růžena Maturová jako Tosca, Otakar Mařák jako Cavaradossi a Bohumil Benoni jako Scarpia. Podle dobového tisku byla premiéra, jejíž propagaci věnovalo Národní divadlo nemalou pozornost, bouřlivým úspěchem, divadlo bylo již dva dny předem vyprodáno a účinkující byli nesčetněkrát vyvoláváni. Vzhledem k provozním poměrům v divadle bylo i deset představení, kterých Tosca do konce sezóny dosáhla, velkým úspěchem, o který se nemálo zasloužili i interpreti. Zdeněk Nejedlý komentoval: „Benoni jako Scarpia byl opravdový ďábel, jeho rafinovaná noblesa přímo řezala. I Maturová vždy jako Tosca excelovala. Popustili oba úplně uzdu někdejšímu svému realismu a zpívávali svá realistická dramata v letech devadesátých, jen s ještě větší zralostí a proto i účinností. Mařák pak, jako nešťastná oběť Scarpiova, zvyšoval zase hrůzu kusu svou sladkostí: bylo dvojnásob kruté krvavě mučit tak sladce lyrického tenora.“
Podnětem k obnovenému nastudování bylo hostování Emy Destinnové v titulní roli na čtyři představení v říjnu 1910; do roku 1918 se tak Tosca hrála v Národním divadle 33krát. Následující inscenace se hrála v Národním divadle po dvaadvacet let (1920–1943) a dosáhla 138 představení. V roce 1947 nastudovala Toscu ve slavné inscenaci Karla Jerneka a Josefa Svobody Velká opera 5. května, o rok později sloučená s Národním divadlem. Tato inscenace byla obnovena roku 1960, roku 1980 nahrazena inscenací Ladislava Štrosa, která zůstala v divadle i po jeho převzetí Státní operou Praha. Od roku 1999 se zde hrála opět obnovená inscenace Jernek/Svoboda, jež zajistil i 500. představení Tosky v budově Státní opery a jež slavila derniéru až roku 2016. V letech 2000–2012 se souběžně v historické budově Národního divadla hrála inscenace Vladimíra Morávka, v lednu 2017 tam měla premiéru nová inscenace režiséra Arnauda Bernarda.
Teprve se zpožděním tři čtvrtě roku se Toska v českých zemích hrála i německy, a to v Novém německém divadle v Praze (premiéra 8. září 1904). V titulní roli zářila Marie Brandis. S odstupem několika let následovala další německá divadla – v Brně poprvé 15. dubna 1906, v Opavě od sezóny 1908/1909, olomoucká premiéra se konala na Štědrý den roku 1909.
Jako druhé české divadlo uvedlo Tosku Městské divadlo v Plzni, a to poprvé 28. listopadu 1908. Následovaly četné další inscenace, premiérované v letech 1914, 1922, 1926, 1947, 1955, 1971, 1992, 2013. Třetí české profesionální divadlo, Národní divadlo v Brně, uvedlo svou první inscenaci Tosky 11. září 1911. Následovaly inscenace v letech 1923, 1931, 1938, 1958, 1970 a 1996. Poslední brněnská inscenace z roku 2015 režiséra Jiřího Heřmana prolnula děj opery s osudy jedné z nejslavnějších Tosek, Marie Callas.
Po založení Československa vzniklo nové české operní divadlo v Ostravě. Tosku uvedlo na konci své druhé sezóny (premiéra 19. května 1921, dirigoval Jaroslav Vogel) a pak ji nově nastudovalo roku 1934. Další inscenace měly premiéry v letech 1942, 1950, 1960, 1979, 1998 a 2021. I nově zřízené české divadlo v Olomouci uvedlo Tosku hned ve své první sezóně 1921/22, po druhé světové válce pak ještě čtyřikrát (premiéry v letech 1961, 1979, 1994 a 2009).
Po druhé světové válce byla Tosca hrána téměř nepřetržitě i v ostatních českých operních divadlech. Divadlo v Ústí nad Labem provedlo nové inscenace v letech 1947, 1955, 1970, 1981, 1993, 1996, 2005, 2014; v Liberci přišly nové inscenace na scénu v letech 1947, 1965, 1975, 1991 a 2002; v Opavě uvedli nové inscenace v letech 1950, 1959, 1969, 1986, 2005 a 2015 a v Českých Budějovicích vznikly nové inscenace v letech 1962, 1977, 1985, 1996 a 2013. Tosca se tak stabilně řadí k nejhranějším operám v českých zemích.
Z českých pěvkyň Tosku po Maturové a Destinnové zpívaly například Mary Cavanová, Ludmila Červinková, Marie Podvalová, Alena Míková, Drahomíra Tikalová, Libuše Prylová, Milada Šubrtová, Naděžda Kniplová, Eva Děpoltová, Anda-Louise Bogza nebo Eva Urbanová. Roli Cavaradossiho vytvořili po Mařákovi například Antonín Lebeda, Vladimír Wuršer, Jaroslav Gleich, Zdeněk Švehla, Jiří Zahradníček, Leo Marian Vodička nebo Tomáš Černý. Barona Scarpiu zpívali po Benonim například Otakar Chmel, Jan Konstantin, Zdeněk Otava, Přemysl Kočí, Antonín Švorc, René Tuček, Václav Zítek, Jaroslav Souček, Richard Haan, Ivan Kusnjer, Jiří Sulženko, Vladimír Chmelo nebo Gustav Beláček.

### Kritické přijetí
Trvalá popularita Tosky nebyla doprovázena zcela souhlasným nadšením hudebních kritiků. Po premiéře však napsal Ippolito Valetta v časopise Nuova Antologia: „[Puccini] našel ve své paletě všechny barvy, všechny odstíny, v jeho rukách se instrumentální textura stává úplně pružnou, gradací zvučnosti je bezpočet, směs je pro ucho spolehlivě vděčná“. Nicméně jeden kritik popsal 2. dějství jako příliš dlouhé a rozvláčné. Další kritici souhlasili s Illicou a Giacosem v tom, že k velké škodě hudby spěch neumožňoval dostatečnou lyričnost. Třetí nazval operu „tři hodiny hluku“.
Londýnští kritici přijali dílo mnohem laskavěji, když noviny The Times nazvaly Pucciniho „mistrem v umění naléhavého výrazu“ a pochválily „úžasnou zručnost a trvalou sílu“ hudby. V časopise The Musical Times byla Pucciniho hudba obdivována pro svou upřímnost a „sílu promluvy“. Zato první pařížské uvedení v roce 1903 bylo přijato spíše kriticky: skladatel Paul Dukas si myslel, že práci chyběla soudržnost a styl („krutá a pracně hrůzostrašná historie, kde divadlo, intrika, vášeň a charaktery jsou vším a člověk a duše nejsou ničím“), zatímco Gabriel Fauré byl uražen „znepokojivými vulgaritami“. Skladatel André Messager, který dirigoval francouzskou premiéru Tosky,  napsal, že „chce-li někdo v tomto chápání hudebního umění vidět projev nové italské školy, začíná se nám stýskat po té staré“. Příznivce našla Tosca – vedle obecenstva – v Claudu Debussym.
Podobně na německé půdě bylo přijetí Tosky většinou kritiky i hudebníků spíše nepříznivé. Slavný dirigent Felix Mottl ji nazval „opičárnou“, Richard Strauss zase „notorickým kýčem nejhoršího druhu“ a zvláštní averzi k ní měl Gustav Mahler: prohlásil ji za „uměleckou slátaninu“ („Kunstmachwerk“) a za důkaz, že „dneska umí výborně instrumentovat každý idiot“, a odmítl ji uvést ve Vídeňské dvorní opeře, dokud stál v jejím čele. Čelný vídeňský hudební kritik přelomu století Julius Korngold (otec skladatele Ericha Wolfganga Korngolda) pro Tosku razil pojem „mučírenská hudba“. Podobně hovořil Robert Hirschfeld ve Wiener Zeitung: „Mučicí nástroje zabalené v parfémované bavlně – ocelové hroty s neškodnými rohovinovými knoflíčky – urážka inteligence, již ani chorobná mysl neospravedlňuje“.
Ani českou premiéru dobová kritika nepřivítala příliš vřele, přičemž se soustředila především na údajnou nevhodnost námětu. Jeden z kritiků Národních listů považoval myšlenku zhudebnění Sardouovy hry za „čirý nevkus“, a i když dílu přiznával scénickou obratnost a svrchovanou napínavost, trval na tom, že „předváděti mučení, vraždy a popravy není úkolem umění“. Proto prý také „hudba Pucciniova sklesá na něco zcela podružného, ba v celém dramatě vlastně zbytečného“, schází jí přesvědčivost a „přes mnohé raffinované podrobnůstky tu v instrumentaci, tu v rythmice“ upadá do stereotypu. Za jednu z nejsilnějších stránek díla ironicky označuje reklamu, která Toscu doprovázela, a litoval, že „tolik nákladu a píle věnováno dílu tak pochybného vkusu“. Podle recenzenta brněnských Lidových novin Puccini v Tosce – údajně „odmítnuté seriosní kritikou všech divadel“ – zcela ztroskotal: „Co tu hudebně podává, nechá vás skoro veskrze úplně chladnými a je místy […] tak úžasně prázdné, že se divíte, jak mohla tato opera vzbudit tolik zájmu, kolik ho ve světě vzbudila.“ Zdeněk Nejedlý s jistým odstupem (1920) nemohl upřít Tosce divadelní účinnost, a když ji označuje za „zmodernisovaného Rigoletta“, je to spíše poctou než odsudkem. „Působivý krvák, dráždivý, k tomu moderně rafinovaný, i v erotice moderní, ale přece jen krvák, a proto nic nového,“ znělo jeho konečné hodnocení.
Zatímco řadu prvních kritik pohoršoval samotný krvavý námět (vražda a poprava na jevišti, mučení za scénou), pozdější kritici jí vyčítali spíše kombinaci sentimentality a sadismu; skladatel a muzokolog Jan Meyerowitz jí vyčítal „fašismem, zejména jeho severní variantou, živenou mentální zvrhlost spočívající ve fascinaci utrpením druhých“ a Pucciniho tendenci nechat své operní hrdinky (od Manon Lescaut po Liù) pro jejich lásku bez viny trpět a umírat komentoval slovy: „každý soudce, který cítí radost, když odsuzuje lidi, nadto nevinné, je netvor.“ I jiní autoři hledali v Pucciniho hudbě ideové spříznění s italským fašismem (podobně jako v případě vztahu nacismu a hudby Richarda Wagnera), čemuž odpovídalo i místo, jaké v Mussoliniho kulturní politice zaujímaly Pucciniho opery, a z nich zvláště Tosca jako jedna z mála často hraných celovečerních oper odehrávajících se v Itálii. Tosca byla první operou, která se roku 1937 hrála před masovým publikem v renovovaných Caracallových lázních, ještě roku 1944 se dávala pro Wehrmacht ve zvláštním slavnostním představení s nejlepšími italskými zpěváky své doby (Tito Gobbi, Beniamino Gigli, Maria Caniglia).
Odmítavý postoj středoevropské hudební vědy k Pucciniho dílu na dlouho fixoval německý filosof a estetik Theodor Adorno, nebyl však sám. V 50. letech 20. století mladý muzikolog Joseph Kerman Tosku označil dodnes známým přízviskem „ošuntělý dojáček“ (v originálu anglicky „shabby little shocker“); v reakci na to dirigent sir Thomas Beecham poznamenal, že cokoliv Kerman říká o Puccinim, „může být bezpečně ignorováno“.
V recenzi psané půl století po premiéře (roku 1954) zkušený anglický hudební kritik Ernest Newman sice uznal „smrsknutí [Sardouovy] hry pro operní účely za nesmírně obtížnou záležitost“, ale byl toho názoru, že nuance Sardouova původního děje jsou zpracovány „velmi chabě“, takže „hodně z toho, co se děje a proč se to děje, je pro diváka nesrozumitelné“. Celkově však Newman předložil spíše pozitivní soud: „[Pucciniho opery] jsou do jisté míry pouhým svazkem triků, ale nikdo jiný neprovedl stejné triky ani zdaleka tak dobře“. V pomalé kritické rehabilitaci Pucciniho díla včetně Tosky pokračovali od 50. let 20. století francouzský hudební teoretik, pedagog a skladatel René Leibowitz ve svých Dějinách opery (1957) a Fantómech opery (1972) a Mosco Carner v své kritické biografii Pucciniho z roku 1958. Proti dosavadnímu náhledu na tuto operu jako hudebně konzervativní začali hudební vědci poukazovat na příbuznost nejen s novátorskými prvky v díle Debussyho a Richarda Strausse, ale například i s avantgardní hudbou druhé vídeňské školy, zejména Arnolda Schoenberga.
Britský operní vědec Julian Budden poznamenal, že Puccini „nešikovně zachází s politickým prvkem“, ale přesto vychvaluje operu jako „triumf čistého divadla“. Shoduje se tak s názorem řady divadelních praktiků – například režisér mj. slavné newyorské inscenace Tosky Franco Zeffirelli ji označil za „nejkrásnější, nejdramatičtější operu, jaká kdy byla napsána“. Původně australský hudební kritik Charles Osborne připisuje obrovskou popularitu Tosky u diváků napjaté účinnosti jejího melodramatického děje, příležitosti dané třem hlavním postavám zářit hlasově a dramaticky a skutečnosti, že opera obsahuje dvě velké árie: „Vissi d’arte“ a „E lucevan le stelle“.
I když ze všech Pucciniho oper byla Tosca v době svého uvedení a dlouho poté největším předmětem kritiky, neměly proměnlivé postoje hudebníků i hudební kritiky žádný vliv na popularitu Tosky u obecenstva, která od její premiéry nikdy nezakolísala. Tosca je dodnes velmi populární: podle databáze Operabase jí patří, co se týče početnosti uvádění, páté místo na světě s 2694 představeními v průběhu pěti sezón 2011/12 až 2015/16. Jedním z důvodu četnosti jejího uvádění i je i relativní snadnost provedení i na menších divadlech – potřebuje prakticky pouze tři dobré zpěváky, přičemž například partie Tosky je při své atraktivnosti i rozsáhlosti pěvecky mnohem snazší než třeba Butterfly nebo Turandot, o verdiovských či dokonce wagnerovských hrdinkách nemluvě.

## Rozbor hudební kompozice opery

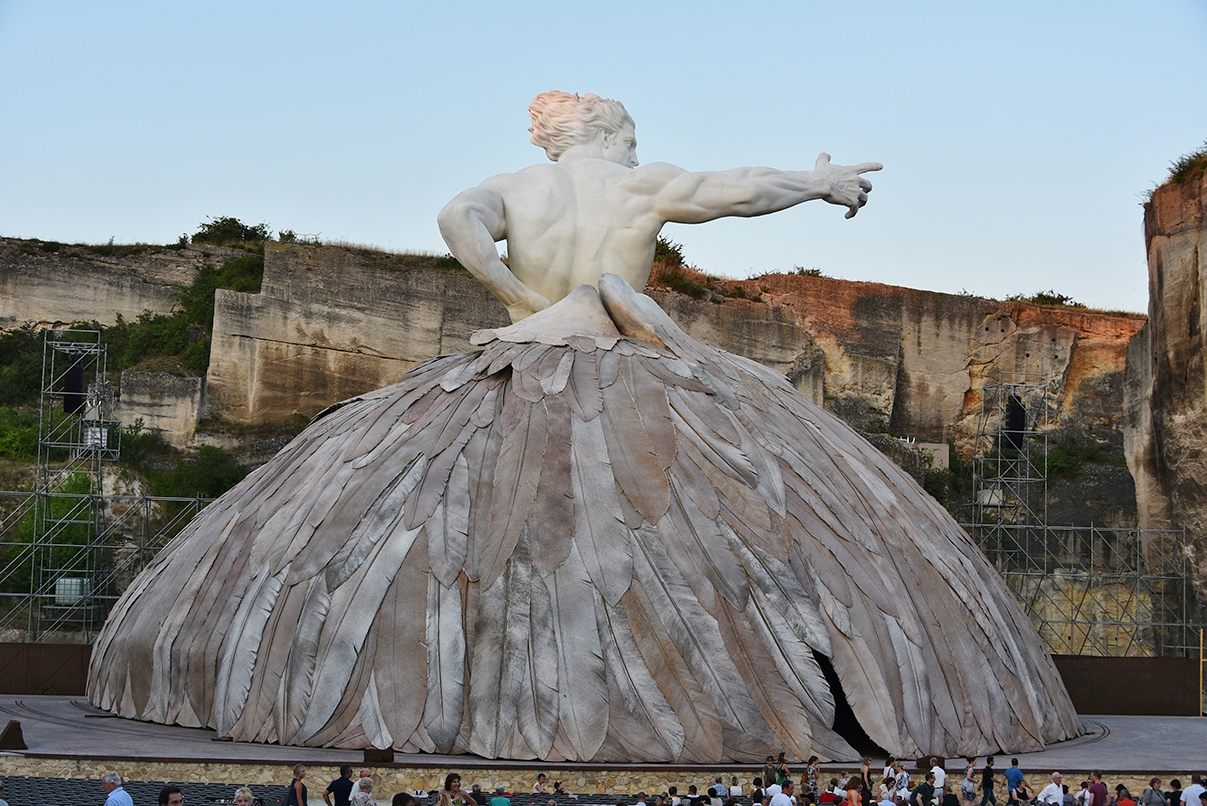
Dějiště představení Tosky režiséra Roberta Dornhelma na Operním festivalu v St. Margarethen, 2015

### Celkový styl
Ke konci 19. století byla již všeobecně opuštěna klasická forma operní struktury, ve které se árie, duety a další samostatná vokální čísla střídaly s pasážemi recitativů nebo dialogů. Bylo tomu tak i v Itálii, kde se prosadil nový styl – verismus. Opery se staly „prokomponovanými formami“, s nepřetržitým proudem hudby, ve kterém se mnohdy už nevyskytovaly samostatně identifikovatelné pasáže. V tom, co kritik Edward Greenfield nazývá konceptem „velké melodie“, Puccini zachovává omezený počet samostatných pasáží, které se od svého hudebního okolí liší svými zapamatovatelnými melodiemi. Dokonce i v pasážích spojujících „velké melodie“ udržuje Puccini vysokou míru lyriky a jen zřídka se uchyluje k recitativu.
Budden popisuje Toscu jako nejwagnerovštější Pucciniho dílo, a to kvůli použití hudebních leitmotivů. Na rozdíl od Wagnera však Puccini nerozvíjí ani netransformuje své motivy, ani je nezaplétá do symfonické hudby, ale používá leitmotivy, aby odkázal na postavy, předměty a myšlenky, a jako připomínky v rámci příběhu. Nejvýraznější z těchto motivů je posloupnost tří velmi hlasitých a pronikavých akordů, které otevírají operu a které představují ďábelskou postavu Scarpii, nebo snad, jak se domnívá Charles Osborne, násilnou atmosféru, která prostupuje celou operou. Budden tvrdí, že Scarpiova tyranie, chlípnost a chtíč formují „dynamický motor, který zapaluje drama“. Další motivy identifikují samotnou Toscu, lásku Tosky a Cavaradossiho, prchajícího Angelottiho, zpola komickou postavu kostelníka v 1. jednání, téma mučení v 2. jednání a další prvky.

### 1.jednání
Opera začíná bez předehry; úvodní akordy Scarpiova motivu vedou bezprostředně k výstupu rozrušeného Angelottiho a „uprchlickému“ motivu. Vstup kostelníka za doprovodu jeho rozmarného buffo tématu zvedá náladu, stejně jako obecně veselý hovor tohoto prostého muže s Cavaradossim, který následuje po jeho pozdějším vstupu. To vede k první z „velkých melodií“, Cavaradossiho „Recondita armonia“ s drženým vysokým b, doprovázená kostelníkovým reptáním v protimelodii. V této árii převažují témata, která se opakují v následném milostném duetu, z čehož je zřejmé, že i když obraz malovaný Cavaradossim může mít rysy markýzy Attavanti, je skutečnou inspirací jeho díla Tosca. Cavaradossiho dialog s Angelottim je přerušen příchodem Tosky, což je signalizováno jejím motivem, který podle Newmana zahrnuje „kočičí, hlazenou kadenci, pro ni tak charakteristickou.“ Ačkoli Tosca vstupuje prudce a s podezřením, hudba vykresluje její oddanost a vyrovnanost. Podle Buddena v tom není žádný rozpor: žárlivost Tosky je do značné míry způsobena jejími životními zkušenostmi, avšak její milenec ji nebere příliš vážně.
Po Tosčině árii „Non la sospiri“ a následné hádce vyvolané její žárlivostí, která se vyvine v charakteristický vášnivý milostný duet „Qual'occhio“, který poskytuje to, co muzikolog Burton Fisher popisuje jako „téměř erotický lyrismus, který byl nazván pornofonie“. Krátká scéna, v níž se vrací kostelník s chóristy oslavit Napoleonovu porážku, skýtá téměř poslední bezstarostné okamžiky v opeře. Po vstupu Scarpii provázeném jeho hrozivým tématem se nálada stává chmurnou, pak čím dál tím temnější. Zatímco policejní šéf vyslýchá kostelníka, opakuje se „uprchlický motiv“ ještě třikrát, pokaždé důrazněji, což signalizuje Scarpiův úspěch ve vyšetřování. Při Scarpiově dialogu s Toscou vytváří zvuk vyzvánění zvonů, protkaný do orchestrální hudby, téměř náboženskou atmosféru, pro kterou Puccini čerpal ze své do té doby nepublikované mše z roku 1880. Finální scéna jednání vyrůstá v kontrast posvátného a světského motivu, přičemž se Scarpiův chlípně snivý zpěv prolíná s dmoucím sborovým Te Deum. Scarpia se nakonec připojuje ke sboru v závěrečné větě „Te aeternum Patrem omnis terra veneratur“ („Tebe, věčný Otče, oslavuje celá země“). Poté první jednání končí bouřlivým zopakováním Scarpiova motivu.

### 2.jednání

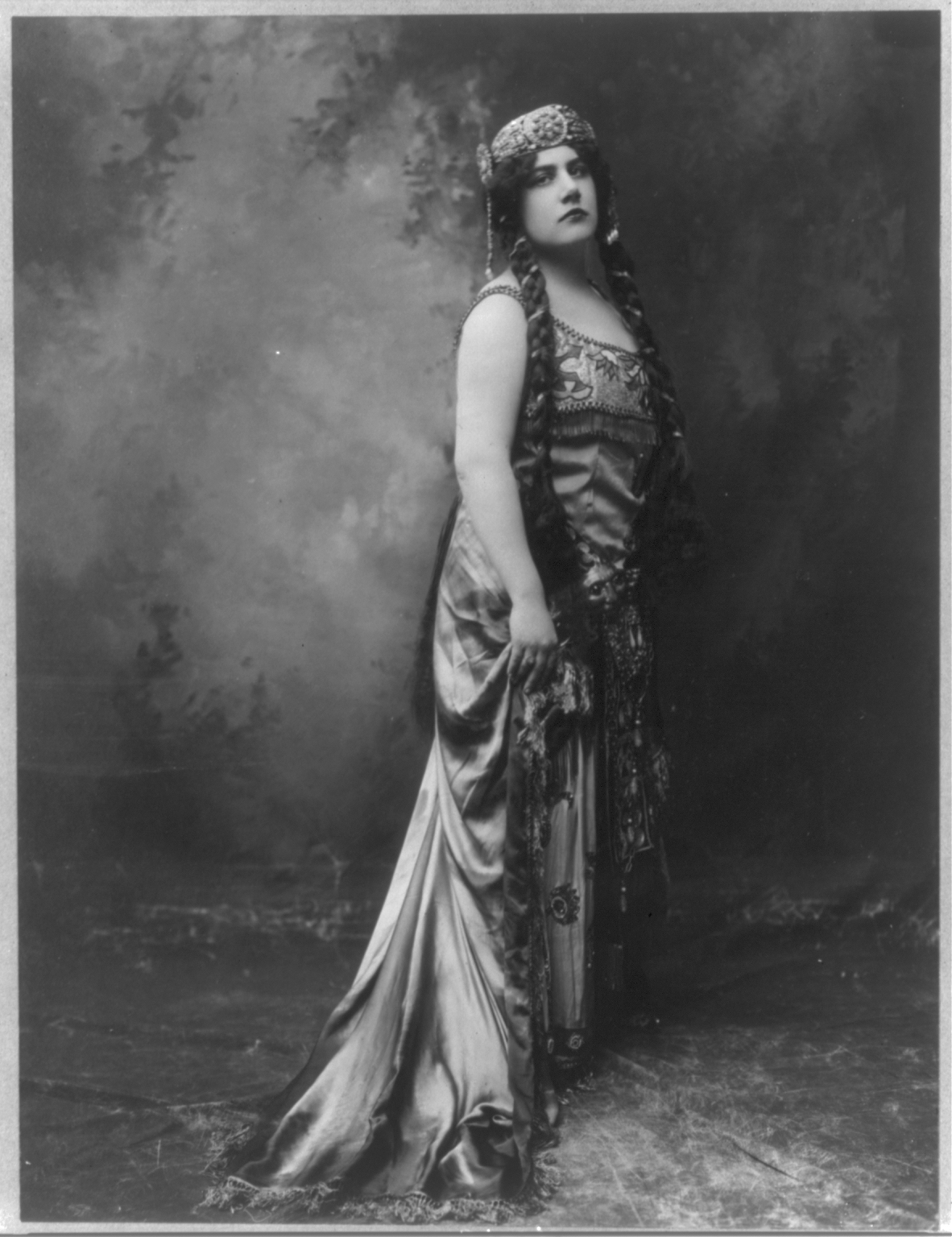
Ema Destinnová kolem roku 1909

Fisher poznamenal, že Pucciniho múza byla tragická. V druhém dějství Tosky podle Newmana dosahuje své největší velikosti jako mistr hudební hrůzy. Jednání začíná tiše, Scarpia dumá o nadcházejícím pádu Angelottiho a Cavaradossiho, zatímco na pozadí hraje gavota ve vzdálené části paláce Farnese. Pro tuto hudbu Puccini upravil patnáct let starý studentský výkon svého mladšího bratra Micheleho s tím, že takto jeho bratr mohl skrze něho znovu ožít. V dialogu se Spolettou, v motivu „mučení“ – podle Buddena „ideogramu utrpení“ – zazní poprvé předzvěst toho, co má přijít. Když je Cavaradossi přiveden k výslechu, je slyšet hlas Tosky ze zákulisí se sborem zpívajícím kantátu, „[její] uhlazený styl kontrastuje s dramaticky se zvyšujícím napětím a stále temnějším jevištním děním“. Kantáta je s největší pravděpodobností Cantata a Giove, v literatuře označována jako ztracené Pucciniho dílo z roku 1897.
Osborne popisuje scény, které následují – Cavaradossiho výslech, jeho mučení, Scarpiovo sadistické trápení Tosky, jako Pucciniho hudební ekvivalent pařížskému hororovému divadlu grand guignol, ke kterému Cavaradossiho krátké „Vittoria! Vittoria!“ na novinku o Napoleonově vítězství poskytuje pouze částečnou úlevu. Scarpiova árie „Già, mi dicon venal“ („Ano, říkají, že jsem prodejný“) je hned následována Tosčinou „Vissi d'arte“. Lyrické andante založené na motivu Tosky z prvního jednání je snad nejznámější árie opery, přesto ji Puccini považoval za omyl a chtěl ho odstranit, neboť zdržovalo děj. Fisher to nazývá „jobovská modlitba zpochybňující Boha kvůli potrestání ženy, která žila nezištně a spravedlivě“. Pro závěr jednání Newman přirovnává orchestrální vřavu, který následuje poté, co Tosca probodne Scarpiu, k náhlému vzplanutí po pomalé větě Beethovenovy Deváté symfonie. Po Tosčině pohrdavém „E avanti lui tremava tutta Roma!“ („Celý Řím se třásl před ním “), zpívané monotónně na středním cis. (místy mluveně), hudba postupně slábne a končí tím, co Newman nazývá „nejpůsobivější morbidní scénou v dějinách opery.“ Závěrečné noty jednání pocházejí ze Scarpiova motivu, tlumené, v mollové tónině.

### 3.jednání

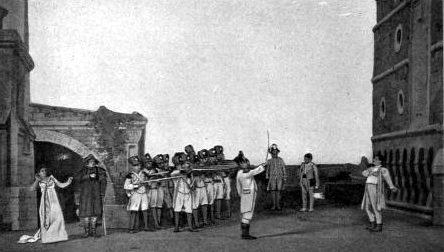
Poprava Cavaradossiho na konci 3. jednání. Vojáci střílejí, Tosca odvrací zrak. Fotografie z produkce Metropolitní opery v New Yorku, před rokem 1914.

Klidný začátek třetího jednání poskytuje krátký oddech od dramatu. Úvodní šestnáctitaktové téma pro lesní rohy budou později zpívat Cavaradossi a Tosca ve svém závěrečném duetu. Orchestrální předehra, která následuje, líčí východ slunce v Římě; pastorální aura je zdůrazněna písní pasáčka a zvuky zvonců ovcí a kostelních zvonů, autentičnost zvonů potvrzuje Pucciniho časně ranní procházky v Římě. V hudbě se objevují motivy připomínající Scarpiu, Tosku a Cavaradossiho, které se mění s tím, jak drama pokračuje se vstupem Cavaradossiho, na orchestrální vyjádření toho, co se pak promění v melodii z jeho árie „E lucevan le stelle“.

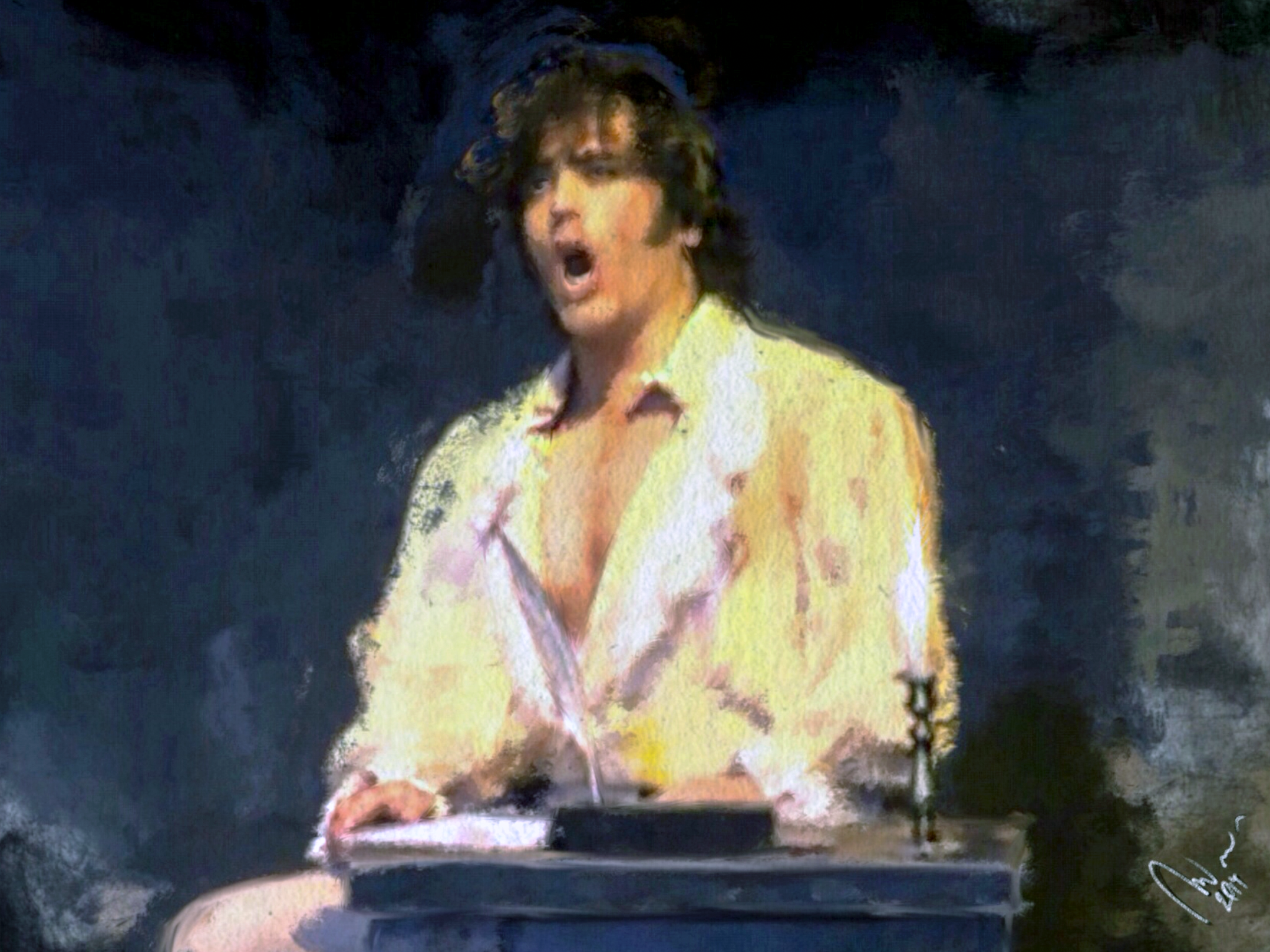
Mario Cavaradossi zpívá „E lucevan le stelle“. Obraz od Riccarda Manciho, který se inspiroval projevem tenora Giancarla Monsalve.

Tato árie je Cavaradossiho rozloučení s láskou a životem. Je to „mučivý nářek a smutek postavený kolem slov 'Muoio disperato' (Umírám v zoufalství)“. Puccini trval na zahrnutí těchto slov a později uvedl, že obdivovatelé operních árií museli mít trojnásobný důvod být mu vděční: za kompozici hudby, za obstarání textu a „za odmítnutí odborné rady, aby výsledek zahodil do koše na papír“. Závěrečný duet milenců Tosky a Cavaradossiho „Amaro sol na te“, končící hudbou lesních rohů, která dějství zahajovala, nesouznělo s Ricordiho představou transcendentálního milostného duetu, který by byl přiléhavým vyvrcholením opery. Puccini však své hudební zpracování duetu odůvodnil tím, že vyjadřuje zaujetí Tosky pro to, aby naučila Cavaradossiho, jak má předstírat svou smrt.
Ve scéně popravy, která následuje, se vynořuje téma, které svým neustálým opakováním Newmanovi připomínalo „hudbu proměny“, která odděluje obě části 1. jednání Wagnerova Parsifala. V závěrečných taktech, jak Tosca uniká Spolettovi a vrhá se z hradeb, zní téma z árie „E lucevan le stelle“, které se hraje tutta forze (plnou silou). Analytici velmi kritizovali tuto volbu závěru, především kvůli příznačnému spojení hudby spíše s Cavaradossim než Toskou. Joseph Kerman závěrečnou hudbu zesměšňoval, protože „Tosca skáče a orchestr křičí první věc, která ho napadne.“ Budden ale tvrdí, že je zcela logické ukončit tuto temnou operu jejím nejčernějším tématem. Podle historičky a bývalé operní pěvkyně Susan Vandiver Nicassio „konflikt mezi slovní a hudebních stopou na konci opery je tak sporný a nečekaný, že pokud nedojde k nějakým nečekaným objevům v Pucciniho pozůstalosti, nikdy nemůže být skutečně vyřešen.“

## Seznam árií
| První verš                                                                    | Účinkují           |
| 1. jednání                                                                    | 1. jednání         |
| ----------------------------------------------------------------------------- | ------------------ |
| „Recondita Armonia“ (“Skryté harmonie“)                                       | Cavaradossi        |
| „Non la Sospiri, la nostra casetta“ („Myslíte si nedlouho na náš domeček“)    | Tosca, Cavaradossi |
| „Qual'occhio“ („Jaké oči na světě“)                                           | Cavaradossi, Tosca |
| „Va, Tosca!“ („Jdi, Tosco!“)                                                  | Scarpia, sbor      |
| Te Deum laudamus („Chválíme tě, Bože“)                                        | Scarpia, sbor      |
| 2. jednání                                                                    |                    |
| „Ha più forte sapore“ („Pro své násilné dobytí“)                              | Scarpia            |
| „Vittoria! Vittoria!“ („Vítězství! Vítězství!“)                               | Cavaradossi        |
| „Già, mi dicon venal“ („Ano, říkají, že jsem prodejný“)                       | Scarpia            |
| „Vissi d'arte“ („Žil jsem pro umění, žil jsem pro lásku“)                     | Tosca              |
| 3. jednání                                                                    |                    |
| „Io de' sospiri“ („Dávám vám znamení“)                                        | Hlas pasáčka       |
| „E lucevan le stelle“ („A hvězdy zářily“)                                     | Cavaradossi        |
| „O dolci mani“ („Ach, sladké ruce“)                                           | Cavaradossi        |
| „Amaro sol na te m'era il morire“ („Pouze kvůli tobě mi smrt chutnala hořce“) | Cavaradossi, Tosca |

## Nahrávky

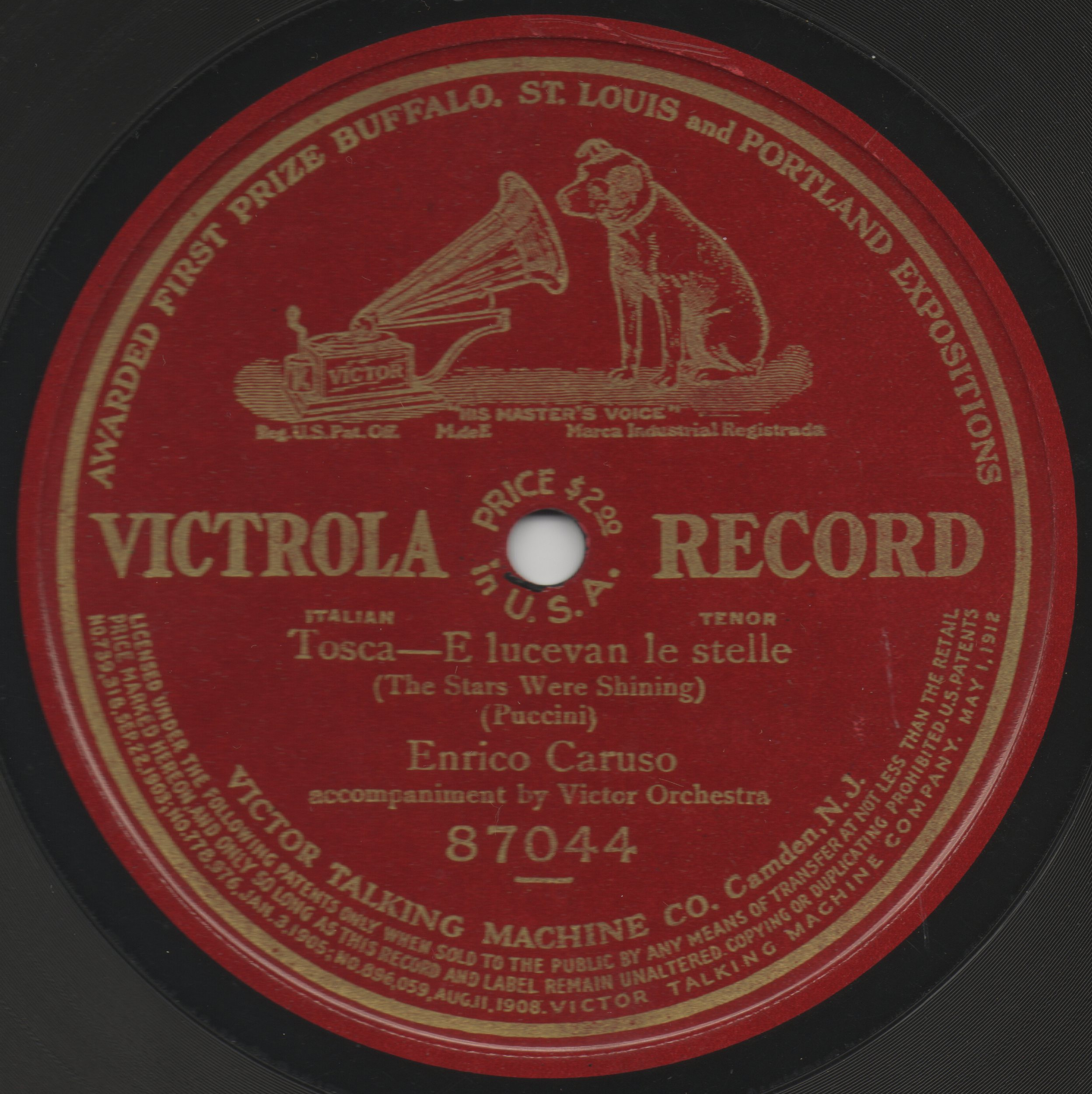
Nahrávka árie E lucevan le stelle s Enricem Carusem, Victor Red Seal, 1912

První kompletní nahrávka Tosky byla vytvořena v roce 1918 za použití akustického záznamu zvuku. Dirigent Carlo Sabajno byl dirigentem britské společnosti Gramophone Company od roku 1904; vytvořil nahrávky několika oper, včetně Verdiho La traviaty a Rigoletta, než se pustil do řešení Tosky s vesměs neznámým obsazením, s italskou sopranistkou Lyou Remondini v hlavní roli. V následujícím roce, 1919, nahrál Sabajno Tosku znovu, tentokrát se známějšími zpěváky, s italskou sopranistkou Valentinou Bartolomasi a tenoristou Attiliem Salvaneschim v rolích Tosky a Cavaradossiho. V roce 1929, o deset let později, se Sabajno vrátil k opeře potřetí, a to nahrávkou s orchestrem a sborem La Scaly a s hvězdami, jako byla italská sopranistka Carmen Melis a italský pěvec Apollo Granfort v rolích Tosky a Scarpii. V roce 1938 si britská firma HMV zajistila služby renomovaného italského tenoristy Beniamina Gigliho spolu se sopranistkou Marií Canigliou jako Toskou a dirigentem Olivierem De Fabritiisem a pořídila tak kompletní záznam opery, který byl šířen na 14 oboustranných šelakových deskách.
V poválečném období, po vynálezu dlouhohrajících desek, dominovaly nahrávky Tosky s Marií Callas. V roce 1953 vytvořila Callas společně s dirigentem Victorem de Sabata a s orchestrem a sborem divadla La Scala pro EMI nahrávku, která byla po celá desetiletí považována za nejlepší ze všech zaznamenaných představení opery. Callas natočila operu v roce 1964 znovu pro EMI ve stereo záznamu. Zachovala se také řada živých jevištních výkonů Marie Callas jako Tosky. Nejranější jsou dvě vystoupení v Mexiku v roce 1950 a 1952, a poslední v Londýně v roce 1965. První stereofonní záznam opery byl vyroben v roce 1957 americkou společností RCA Victor. Rakousko-americký dirigent Erich Leinsdorf řídil orchestr a sbor Římské opery se Zinkou Milanovou jako Toskou, legendárním švédským tenorem Jussim Björlingem jako Cavaradossim a americkým barytonistou Leonardem Warrenem jako Scarpiou. Uznávaná je též nahrávka dirigenta Herberta von Karajana s orchestrem Vídeňské státní opery z roku 1963, na které zpívali americká sopranistka Leontyne Price, italský tenor Giuseppe Di Stefano a italský baryton Giuseppe Taddei.
70. a 80. léta zaznamenala šíření mnoha nahrávek, často ze živých představení. Celou operu nebo jednotlivé árie a dvojzpěvy z Tosky nahrávali všichni tehdy slavní pěvci, jak sopranistky, tak tenoristé a barytonisté. Vysoce ceněny jsou mj. nahrávky Cavaradossiho árií slovenského, tehdy československého tenoristy Petera Dvorského, sólisty Vídeňské státní opery. Plácido Domingo poprvé nazpíval Cavaradossiho v roce 1973 a pokračoval později v pravidelných intervalech až do roku 1994. V roce 1976 se spojil se svým synem Plácidem Domingem mladším, který zpíval píseň pasáčka v britské nahrávce s orchestrem New Philharmonia Orchestra. V roce 1993 vznikla nahrávka Tosky s katalánskými pěvci Montserrat Caballé v hlavní roli a Josém Carrerasem jako Cavaradossim pod taktovkou Colina Davise.
Novější ceněné nahrávky zahrnují CD britsko-italského dirigenta Antonia Pappana z roku 2000 v londýnské Královské opeře. Zde zpívali rumunská sopranistka Angela Gheorghiu, její tehdejší manžel, francouzský tenorista Roberto Alagna jako Cavaradossi a Ital Ruggero Raimondi jako Scarpia. Dosti vzácné jsou nahrávky Tosky v jiných jazycích než italštině, ale nejsou zcela neznámé; během let vyšly verze mj. ve francouzštině, němčině, španělštině, maďarštině a ruštině. Obdivovaná je anglická verze vydaná v roce 1995, ve které dirigent David Parry řídil orchestr London Philharmonia Orchestra[ujasnit] a také pěvci byli z velké části Britové.
Od konce 90. let vyšly četné obrazové záznamy opery na DVD a Blu-ray discích. Patří mezi ně nové produkce, ale i upravené verze historických záznamů. Jednou z nejnovějších nahrávek Tosky je záznam s dirigentem Pappanem a pěvci Angelou Gheorghiu, Jonasem Kaufmannem a Brynem Terfelem.

## Různé verze a dodatky
Orchestrální partitura Tosky vyšla na konci roku 1899 ve známém hudebním vydavatelství Ricordi (G. Ricordi & Co. nebo také Casa Ricordi). Přes určité námitky samotného majitele vydavatelství Giulia Ricordiho, které vyjádřil ohledně podoby závěrečného jednání, zůstala partitura dodaná k tisku relativně nezměněná až do vydání z roku 1909. Další vydání opery v její původní, nezměněné podobě vyšlo v nakladatelství Dover Press v roce 1991.
Partitura z roku 1909 obsahuje celou řadu drobných změn z rukopisné partitury. Některé z nich jsou změny slov: odpověď Cavaradossiho kostelníkovi, když se ho ptá, zda malíř činí pokání je změněn z „Pranzai“ („Jsem po jídle.“) na „Fame non ho“ („Nemám hlad.“), který, jak uvádí William Ashbrook ve své studii o Pucciniho operách, zvýrazňuje třídní rozdíl mezi těmito dvěma postavami. Když Tosca utěšuje Cavaradossiho po scéně mučení, mu nyní říká: „Ma il giusto Iddio lo punirà“ („Ale spravedlivý Bůh ho potrestá“ [tj. Scarpiu]), když dříve říkala, „Ma il sozzo sbirro lo pagherà“ („Ale ten špinavý policajt za to zaplatí.“). Ostatní změny jsou v hudbě; když Tosca požaduje Cavaradossiho svobodu („Il prezzo!“), hudba se změní odstraněním oktávového skoku, což Tosce umožňuje více vyjádřit své opovržení a nenávist ke Scarpiovi v pasáži, která je nyní v blízkosti středu hlasového rozsahu sopranistky. Pozůstatek z latinského hymnu, zpívaného Toscou a Cavaradossim ve třetím jednání, přežil do prvního zveřejnění partitury a libreta, ale už není v novějších verzích. Podle Ashbrooka je nejpřekvapivější změnou zkrácení v místě, kde Tosca zjistí pravdu o „falešné“ popravě a volá „Finire così? Finire così?“ („Takhle skončit? Takhle skončit?“), které se původně zpívalo jako pětitaktový fragment na melodii „E lucevan le stelle“. Ashbrook oceňuje Pucciniho za vypuštění úseku v místě, kde prodleva je téměř nesnesitelná, když události spěchají do svého uzavření, ale poukazuje na to, že motiv z „E lucevan le stelle“ v závěrečné pasáži by se zdál být méně nepatřičný, pokud by byl míněn jako zdůraznění lásky Tosky a Cavaradossiho k sobě navzájem, a nebyl jen melodií, kterou Tosca nikdy neslyšela.

### Další literatura
- The Metropolitan Opera Guide to Recorded Opera. Příprava vydání Paul Gruber. New York: W. W. Norton & Company, 2003. Dostupné online. ISBN 978-0-393-03444-8. (anglicky)
- HOSTOMSKÁ, Anna a kol. Opera – Průvodce operní tvorbou. 11. vyd. Praha: NS Svoboda, 2018. 1466 s. ISBN 978-80-205-0637-5. S. 294–296.